# Schleswig-Holstein
Bài này viết về bang Schleswig-Holstein của nước Cộng hòa Liên bang Đức. Xem các nghĩa khác tại Schleswig-Holstein (định hướng)

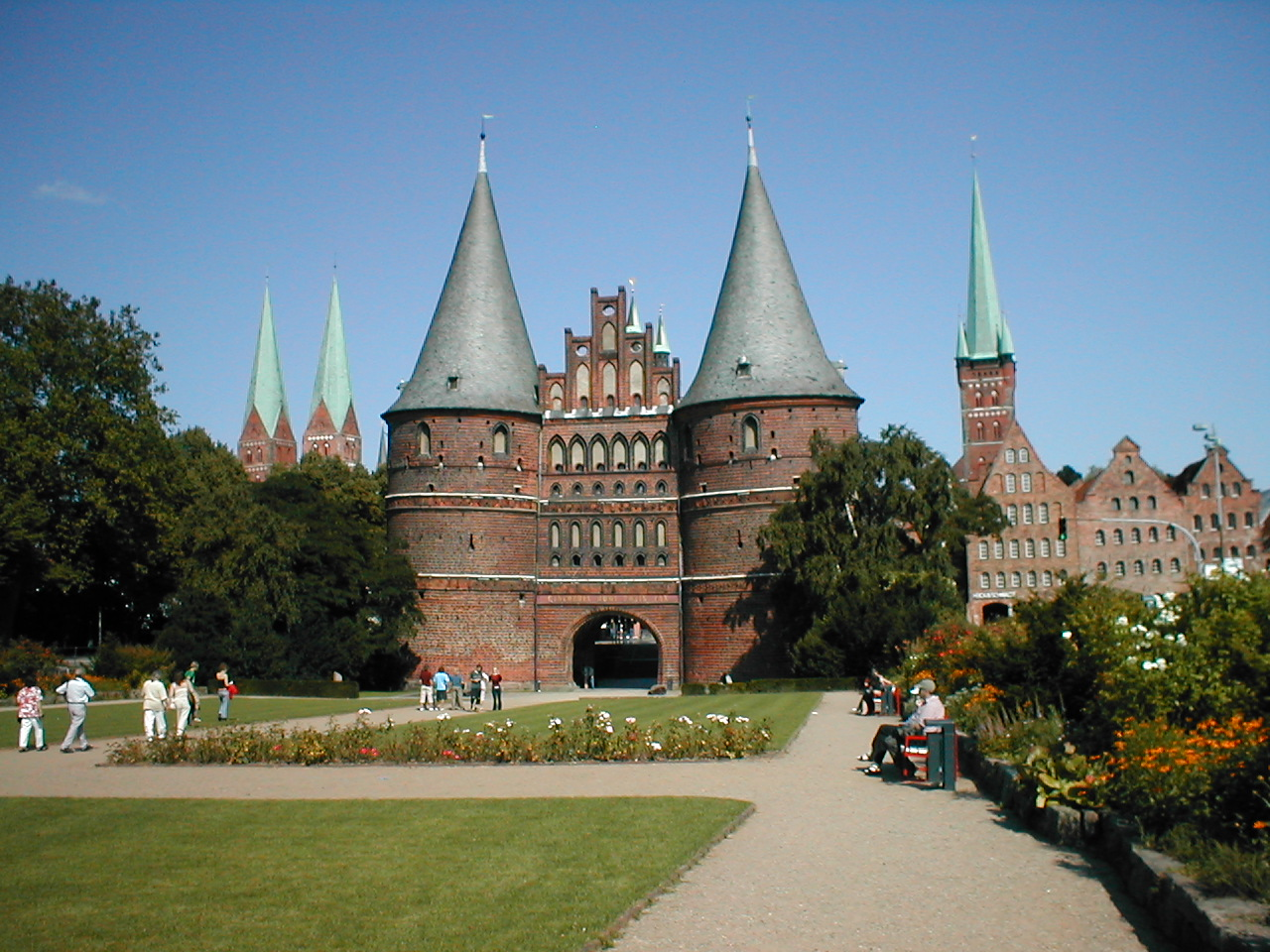
Cổng Holstentor ở Lübeck là một biểu tượng của Schleswig-Holstein và là một trong những công trình tiêu biểu của kiến trúc gạch nung theo phong cách Gô-tích.

Schleswig-Holstein (tiếng Đức: [ˈʃleːsvɪç ˈhɔlʃtaɪ̯n]; tiếng Đan Mạch: Slesvig-Holsten) là bang cực Bắc của Cộng hoà Liên bang Đức. Thủ phủ của bang là Kiel. Thành phố lớn duy nhất tiếp theo là Lübeck. Bang này nằm giữa hai biển là biển Bắc và biển Ban Tích, có diện tích 15.800 km², xếp thứ 12 trong 16 bang của Đức; dân số 2,8 triệu, xếp thứ 9. Bang có nguồn gốc từ tỉnh Schleswig- Holstein thuộc Phổ sau chiến tranh thế giới thứ 2. Phía Bắc giáp vùng Nam Đan Mạch của Đan Mạch, phía Nam giáp các bang Hamburg và Niedersachsen, phía Đông Nam giáp Mecklenburg-Vorpommern. 

## Địa lý

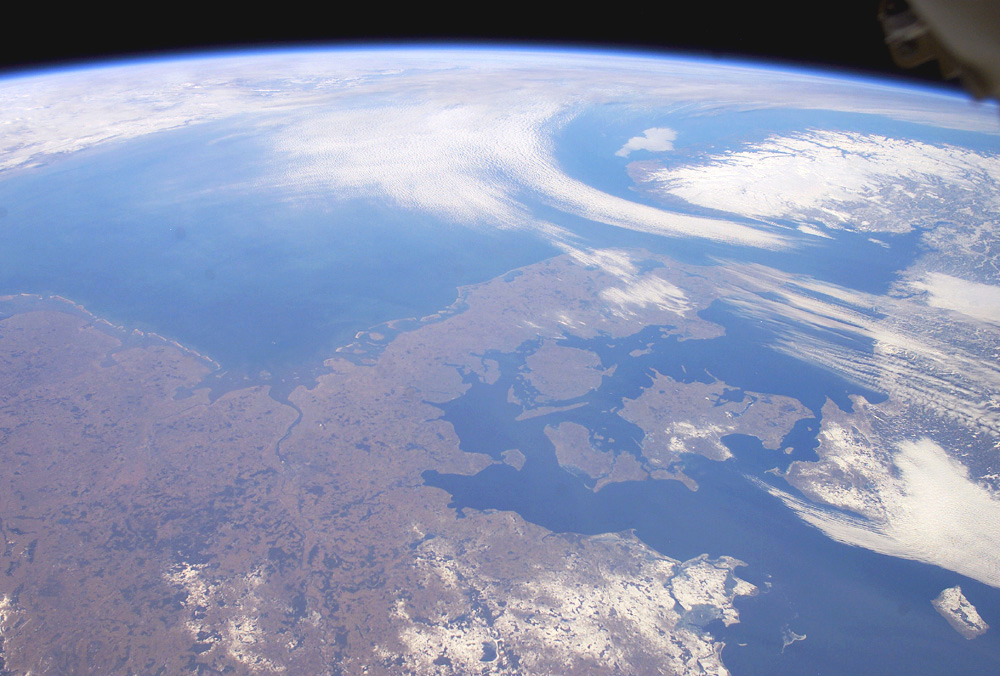
Schleswig-Holstein nhìn từ không gian

Về địa lý, Schleswig-Holstein bao gồm khu vực phía Nam của bán đảo Jylland và một phần của hạ du Bắc Đức. Schleswig-Holstein được bao bọc bởi biển Bắc ở phía Tây, biển Baltic và bang Mecklenburg-Vorpommern ở phía Đông, Hamburg và Niedersachsen ở phía Nam,Đan Mạch ở phía Bắc. Thành phố nhỏ Nortorf nằm ở trung tâm địa lý của Schleswig-Holstein.
Ở góc độ lịch sử, Schleswig-Holstein bao gồm phần phía Nam của Công quốc Schleswig, thành phố Hanse Lübeck và hai công quốc Holstein và Lauenburg. Sông Eider và sông Levensau phân chia ranh giới giữa các công quốc Schleswig và Holstein cho tới năm 1806 hay là 1864 (Chiến tranh Đức-Đan Mạch) là biên giới phía Bắc của Đế quốc La Mã Thần thánh hay Liên minh các quốc gia Đức. Sau khi tỉnh Schleswig-Holstein của Phổ được thành lập từ hai công quốc Schleswig và Holstein vào năm 1870 thì Công quốc Lauenburg được nhập vào thành 1 huyện của tỉnh này. Chiếu theo "Luật về Đại Hamburg và các điều chỉnh khu vực", vào năm 1937, các khu vực sau được nhập vào tỉnh Schleswig-Holstein: Pháo đài Lübeck (huyện Eutin) của Nhà nước Cộng hoà Oldenburg, thành phố Hanse Lübeck và các khu vực được sáp nhập vào Hamburg trước đây là Geesthacht, Großhansdorf và Schmalenbeck. Đổi lại, các thành phố của Holstein gồm Altona (lúc đó là thành phố lớn nhất Holstein) và Wandsbek cũng như nhiều làng xã khác, gồm cả Blankenese được nhập vào Hamburg.

### Địa hình

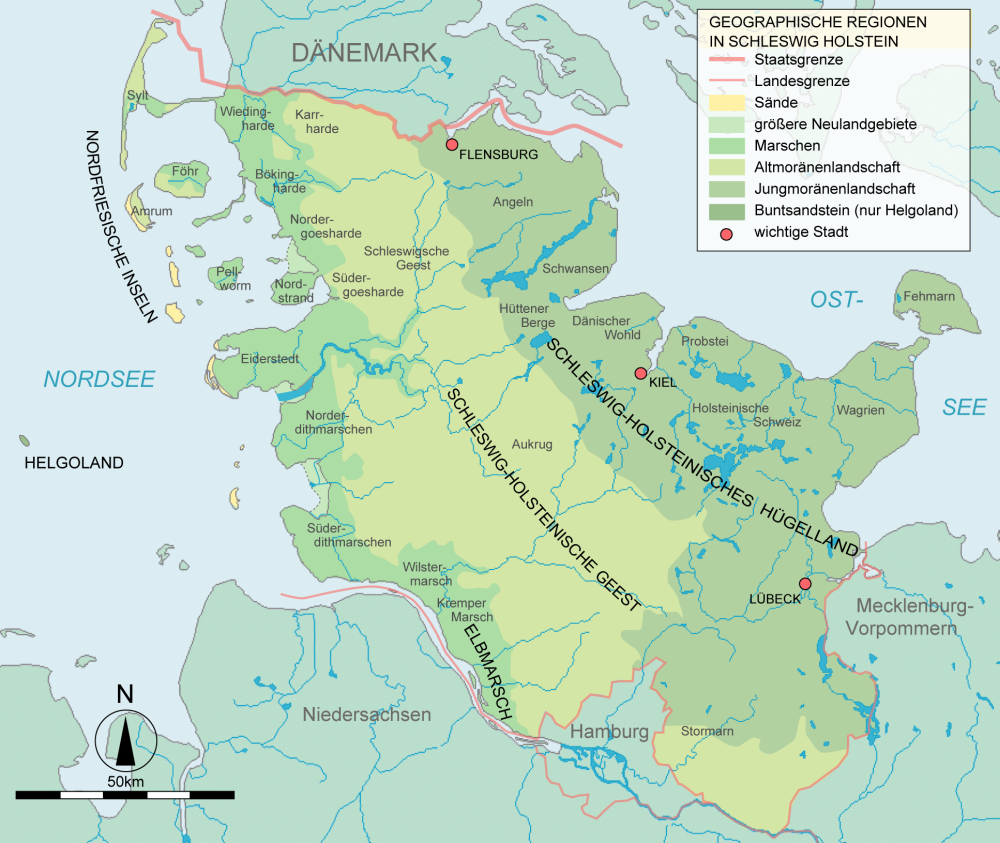
Các vùng địa hình ở Schleswig-Holstein

Từ Tây sang Đông, địa hình của Schleswig-Holstein được phân chia ra thành các vùng đầm lầy, vùng cát cao, vùng cát thấp và vùng đồi Schleswig-Holstein (còn gọi là vùng đồi miền Đông). Địa hình này cũng như các vùng cát là địa hình băng tích được tạo ra trong Kỷ Băng hà cuối cùng. Phía Đông có đảo Flemarn là vùng băng tích được tạo ra trong Kỷ Băng hà cuối cùng. Sông lớn nhất của bang là sông Eider, điểm cao nhất là núi Bungsberg (168m).
Bờ biển phía Tây được đặc trưng bằng bãi triều (Wattenmeer), trong đó hướng Bắc có bán đảo Eiderstedt vươn ra biển, được bao bọc bởi quần đảo Nordfriesische Inseln cùng vô số cù lao bên ngoài. Cho tới nay, các địa danh gọi theo cách phân chia các khu vực hành chính cũ như Wiedingharde và Bökingharde (khu Wieding và khu Böking) vẫn được sử dụng để đặt tên cho các công sở. Phía Nam của vùng này là vùng Nordergoesharde với một phần thuộc địa hình bãi cát, vùng Sudergoesharde là vùng địa hình bãi cát. Thuộc địa hình đảo và cù lao có các đảo Helgoland.
Phía Nam của vùng Nordfriesland, giữa hai cửa sông Eider và Elbe là vùng đầm lầy (Marschland), được hình thành từ vùng đầm lầy Bắc Norderdithmarsch và vùng đầm lầy Nam Süderdithmarsch. Tiếp theo là vùng đầm lầy Erbmarschen bao gồm đầm lầy Wilstermarsch và Kremper Marsch. Bờ biển phía Đông cũng rất phì nhiêu, được phân chia ra thành các bán đảo Angeln, Schwansen, Dänischer Wohld và Wagrien bởi các vịnh lớn nhỏ. Các vùng đất bao quanh các hồ ở Holstein được gọi là vùng Thuỵ Sĩ của Holstein (Trong thế kỷ 19 thời đại Lãng mạn Thụy Sĩ tượng trưng cho vùng đất thơ mộng, phong cảnh đẹp mắt). Vùng đồi Hüttener Berge nằm trong lục địa và giáp với vùng cát.
Vùng cát do đất đai ít phù hợp cho canh tác nên được khai phá muộn hơn. Những nỗ lực khai hoang vùng cát và đầm lầy vào thế kỷ XVIII có thể xem là đã thất bại. Đặc biệt ở đây cần nhắc tới vùng cát Schleswigsche Geest trên 1 dải đất hẹp đã sớm giữ vai trò quan trọng cho giao thông giữa vùng Schlei và Eider với Süđergoesharde và vùng Stapelholm. Gần Neumünster có vườn thiên nhiên Naturpark Aukrug. Phía Đông Hamburg là vùng Stormarn mà phần phía Tây là huyện Stormarn. So với các bang khác thì bang Schleswig-Holstein là bang nghèo rừng, bởi rừng ở đây chỉ che phủ 10% diện tích.

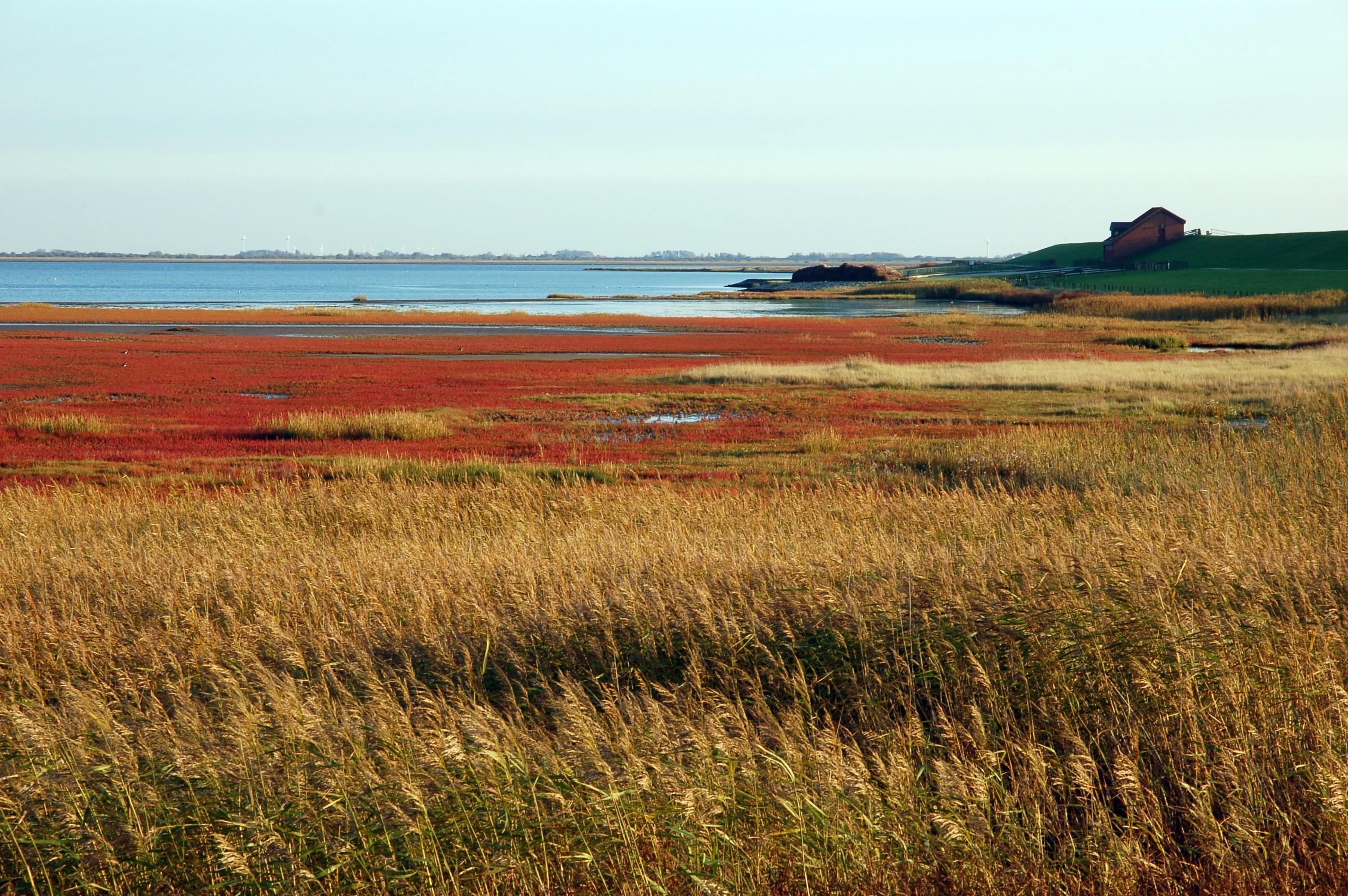
Khai phá đất phía trong đê vùng Beltringharde Koog ở bờ biển phía Tây
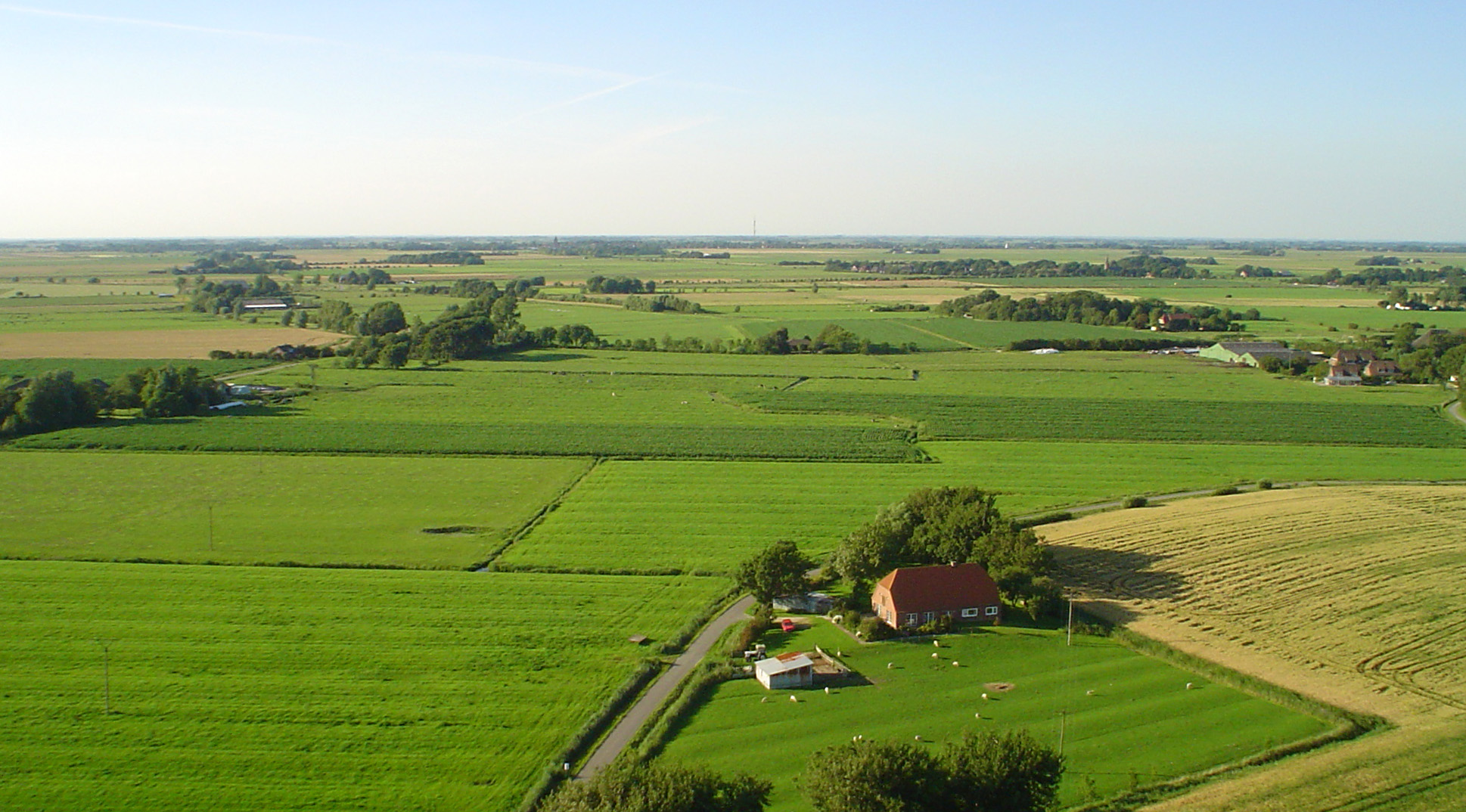
Phong cảnh vùng đất thấp trên bán đảo Eiderstedt
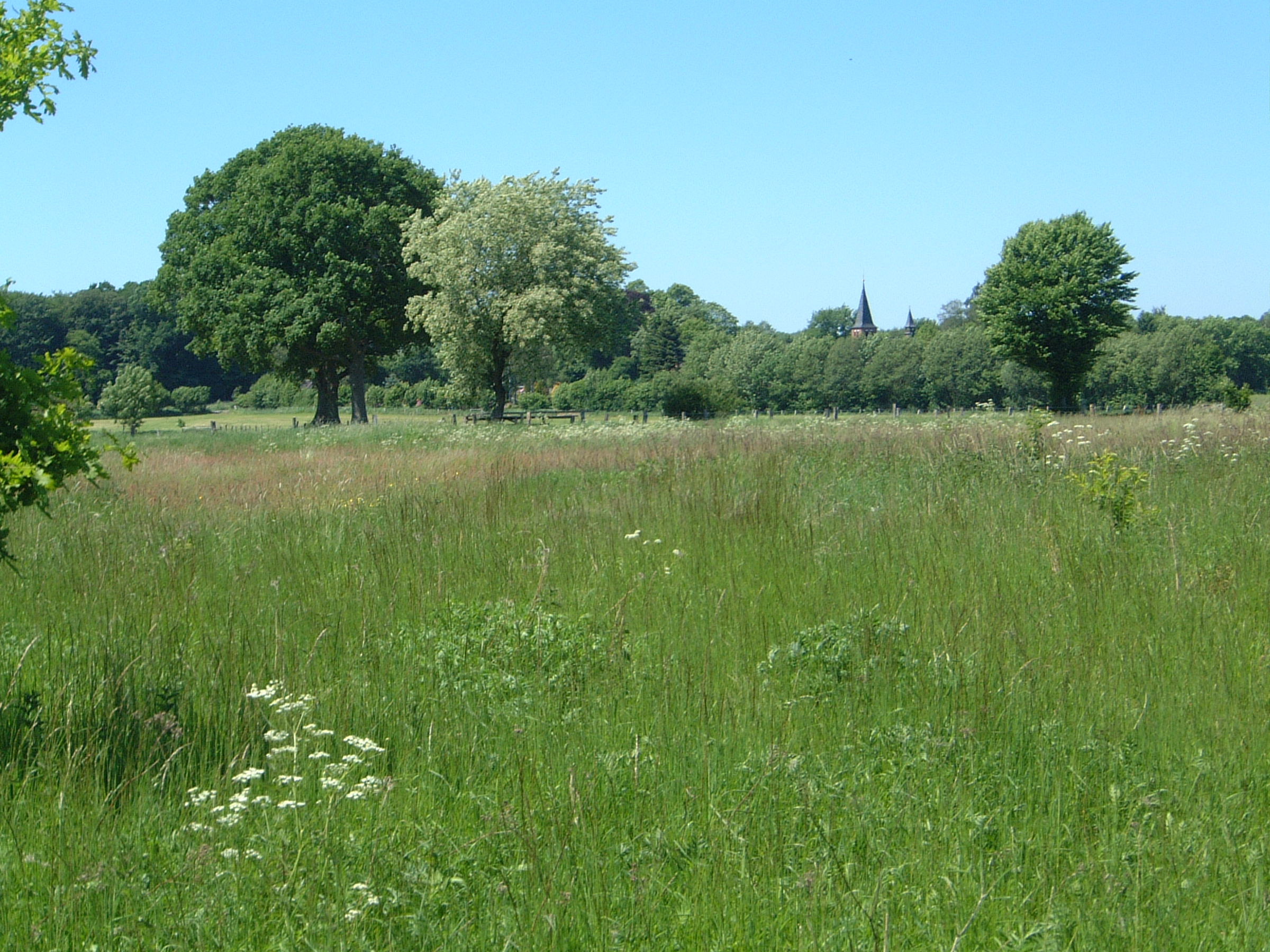
Phong cảnh đặc trưng ở Aukrug
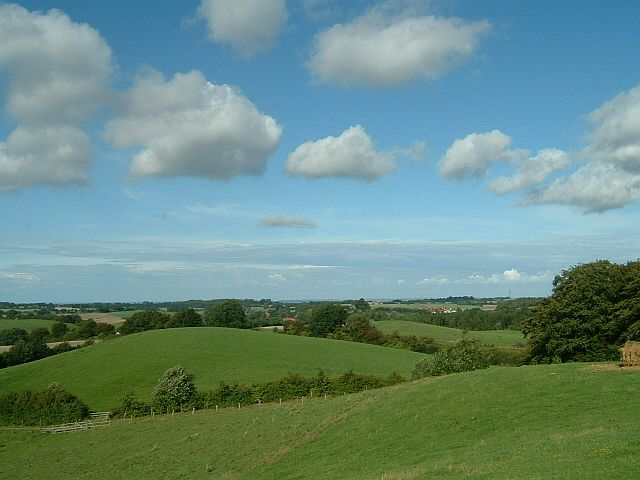
Vùng đồi Đông Holstein nhìn từ núi Bungsberg

### Các vùng miền

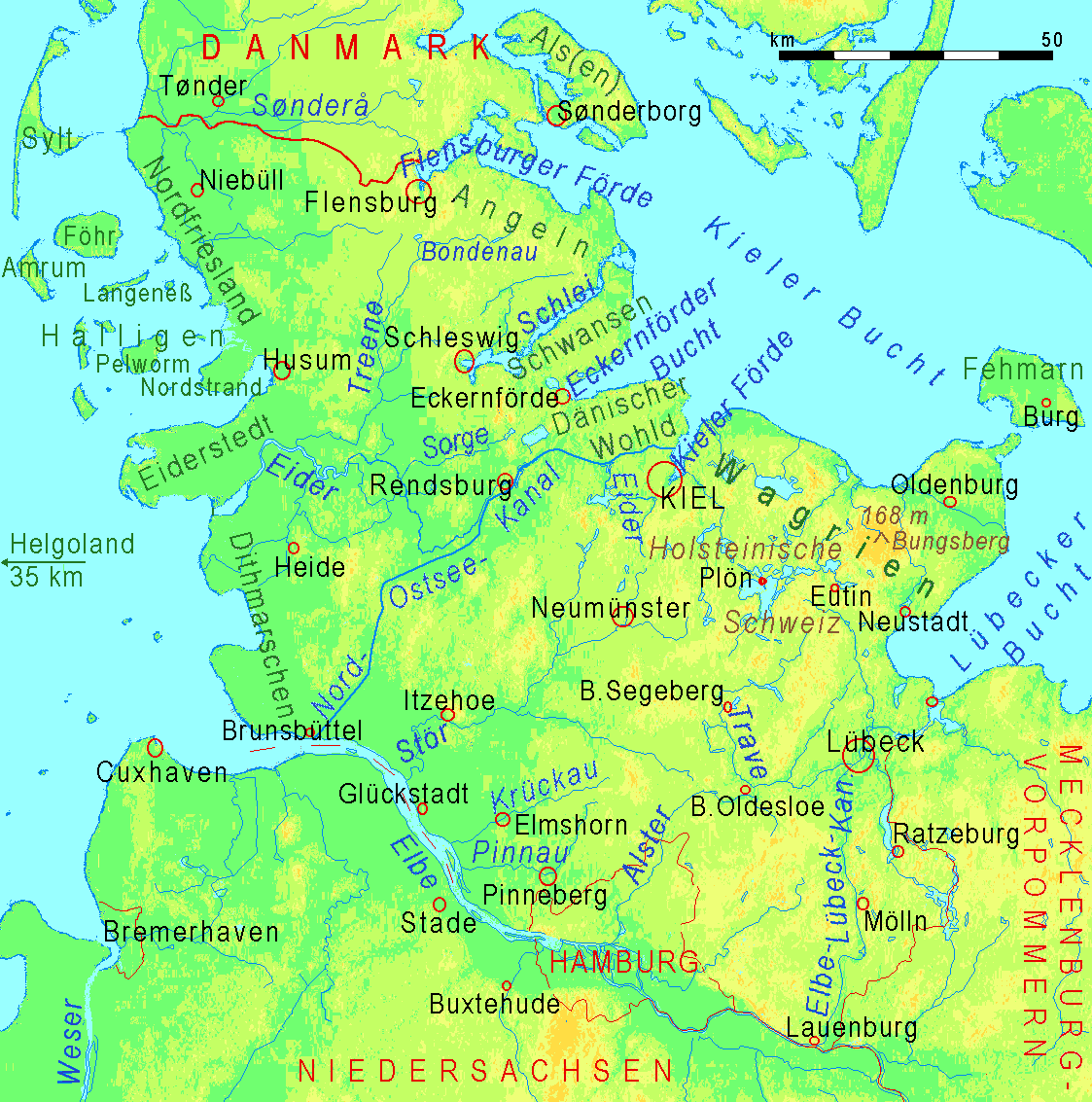
Các vùng miền và sông ngòi Schleswig-Holstein

- Angeln
- Dänischer Wohld
- Dithmarschen
- Eiderstedt
- Holsteinische Schweiz
- Holsteinische Elbmarschen
- Herzogtum Lauenburg
- Nordflesland
- Prohster
- Schleswigsche Geest
- Schwansen
- Kreis Ostholstein
- Steinburg
- Stormarn
- Wagrien
- Mitelholstein

### Bảo tồn thiên nhiên và cảnh quan

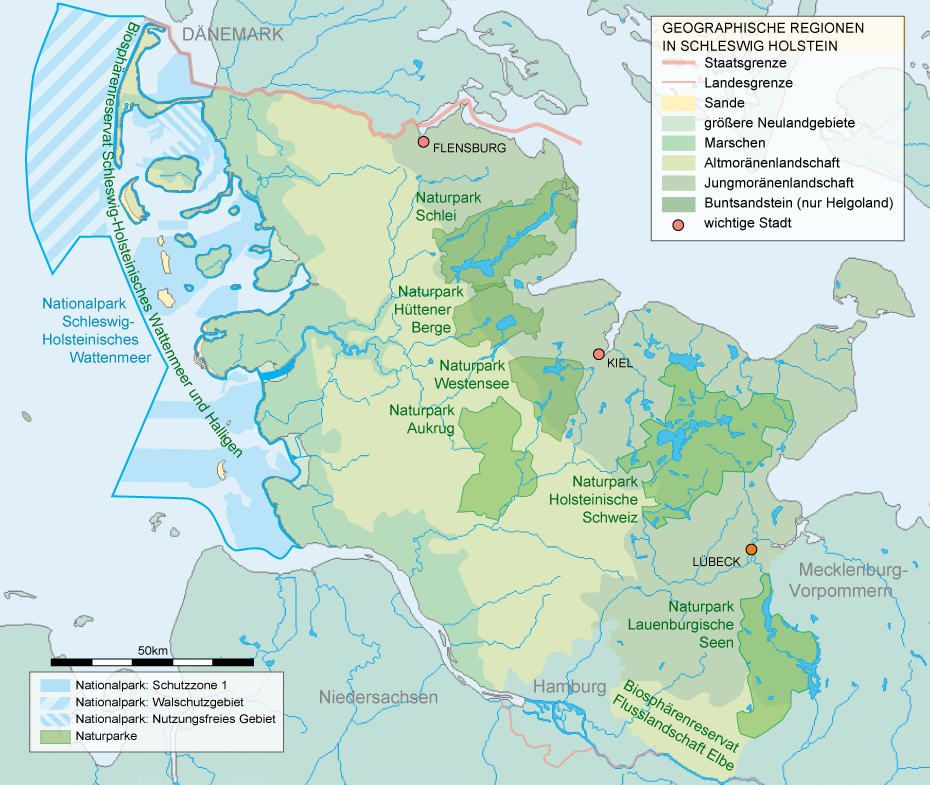
Vườn quốc gia và vườn thiên nhiên ở Schleswig-Holstein

Vườn quốc gia Nationalpark Schleswig-Holsteinisches Wattenmeer là vườn lớn nhất ở Trung Âu, cũng được xem phần nào là khu dự trữ sinh quyển. Ngoài ra, các khu bảo tồn thiên nhiên "Hohes Elbufer zwischen Tesperhude und Lauenburg" và "Lauenburger Elbvorland" với đặc điểm là vùng lõi cũng chiếm một phần nhỏ của khu dự trữ sinh quyển sông Elbe Biosphärenreservat Flusslandschaft Elbe tại Schleswig-Holstein.
Trong 80 năm qua bang đã xác định 189 khu bảo tồn thiên nhiên. Ngoài vườn quốc gia thì những khu này chiếm một diện tích là 2000 km², trong đó có 1600 km² là biển và bãi triều. Các hội bảo tồn thiên nhiên chăm sóc các khu bảo tồn theo thoả thuận với bang. Ngoài ra còn có 6 vườn thiên nhiên: Schlei, Hüttener Berge, Westensee, Aukrug, Holsteinische Schweiz, Lauenburgische Seen. Không có vườn nào trong số này ở biển hoặc bờ biển. Giáp nối với vườn thiên nhiên Lauenburgische Seen là khu dự trữ sinh quyển Schaalsee của bang Mecklenburg-Vorpommern.
Một điều đặc biệt là khu bảo tồn động thực vật Haseldorfer Graureiherkolonie ở huyện Pinneberg. Đây là vùng sinh sản lớn và quan trọng nhất của diệc xám ở Schleswig-Holstein.

## Dân cư

### Số liệu
Schleswig-Holstein có 2,81 triệu dân. Mật độ dân số 179 người/km², ít hơn 1/5 so với mật độ dân số trung bình toàn liên bang. Kết cấu độ tuổi và giới tính tương ứng mặt bằng chung trong liên bang. Nữ có 45,7% kết hôn, 12,9% goá bụa và 6,4% ly hôn. Tỉ lệ này ở nam là 47,7%; 2,6% và 5,4%. Dân cư phân bố không đều theo vùng miền. Ngoài các thành phố trực thuộc bang thì khu vực xung quanh Hamburg, đặc biệt là các huyện Pinneberg và Stormarn có mật độ dân cư cao; phần miền quê của Schleswig và huyện Dithmarschen thì mật độ dân cư so ra còn thưa thớt.

### Cư dân gốc
Dân cư gốc gác lịch sử có nguồn gốc từ người Hạ Xắc-xông, Ăng-lô, Giút-lan. Cho tới Thời kỳ Di cư thì người Ăng-lô còn định cư ở Bắc Schleswig-Holstein. Tên gọi vùng Angeln (Ăng-lô) còn chứng tỏ điều này.Trong thời kỳ Viking thì người Đan Mạch định cư ở miền Trung và Đông của Schleswig, người Xắc-xông ở khu vực Trung và Tây Nam của Holstein, các bộ tộc của người Sla-vơ là Wagrier và Polaben ở miền Đông của Holstein và Lauenburg.

### Các dân tộc thiểu số
Ở Schleswig-Holstein có cộng đồng thiểu số người Đan Mạch (ở phần đất Schleswig), người Fri-dơ (ở bờ biển Nordfriesland và trên các đảo) và một cộng đồng người thiểu số truyền thống Sinti và Roma (người Di-gan) tập trung trước hết ở các thành phố lớn như Kiel, Lübeck cũng như vùng xung quanh Hamburg. Các dân tộc thiểu số này được sự bảo vệ đặc biệt theo Điều 5 của Hiến pháp Bang Schleswig-Holstein. Tiếng của các dân tộc thiểu số cũng như tiếng Đức thổ ngữ hạ du được Hiến chương châu Âu về Tiếng thiểu số và địa phương bảo vệ.

### Những người di tản và những người bị xua đuổi
Do đặc điểm dân số ít nên Schleswig-Holstein tiếp nhận người di tản và những người bị trục xuất trong và sau Chiến tranh Thế giới 2 nhiều nhất so với các bang khác của Tây Đức. Những người này có gốc gác ở Hinterpommern và Đông Phổ. Do vậy, dân số từ 1944 đến 1949 đã tăng thêm 1,1 triệu người. Quá trình hoà nhập của những người di tản đã rất xung khắc, nhất là ở những vùng miền quê. 

### Di cư từ nước khác
Do vị trí địa lý xa xôi và hẻo lánh cũng như kinh tế phát triển còn yếu nên Schleswig-Holstein có thành phần người nước ngoài ít nhất so với các bang khác của Tây Đức (1999: 5,1%). Trong số 140.000 người nước ngoài sống ở đây thì có 3/4 là người châu Âu, trong đó 22% trong tổng số người nước ngoài đến từ các nước thuộc Liên minh châu Âu. Cộng đồng người nước ngoài lón nhất gồm 30.000 người đến từ Thổ Nhĩ Kỳ, thứ 2 là người Ba Lan với 15.400 người.

## Lịch sử

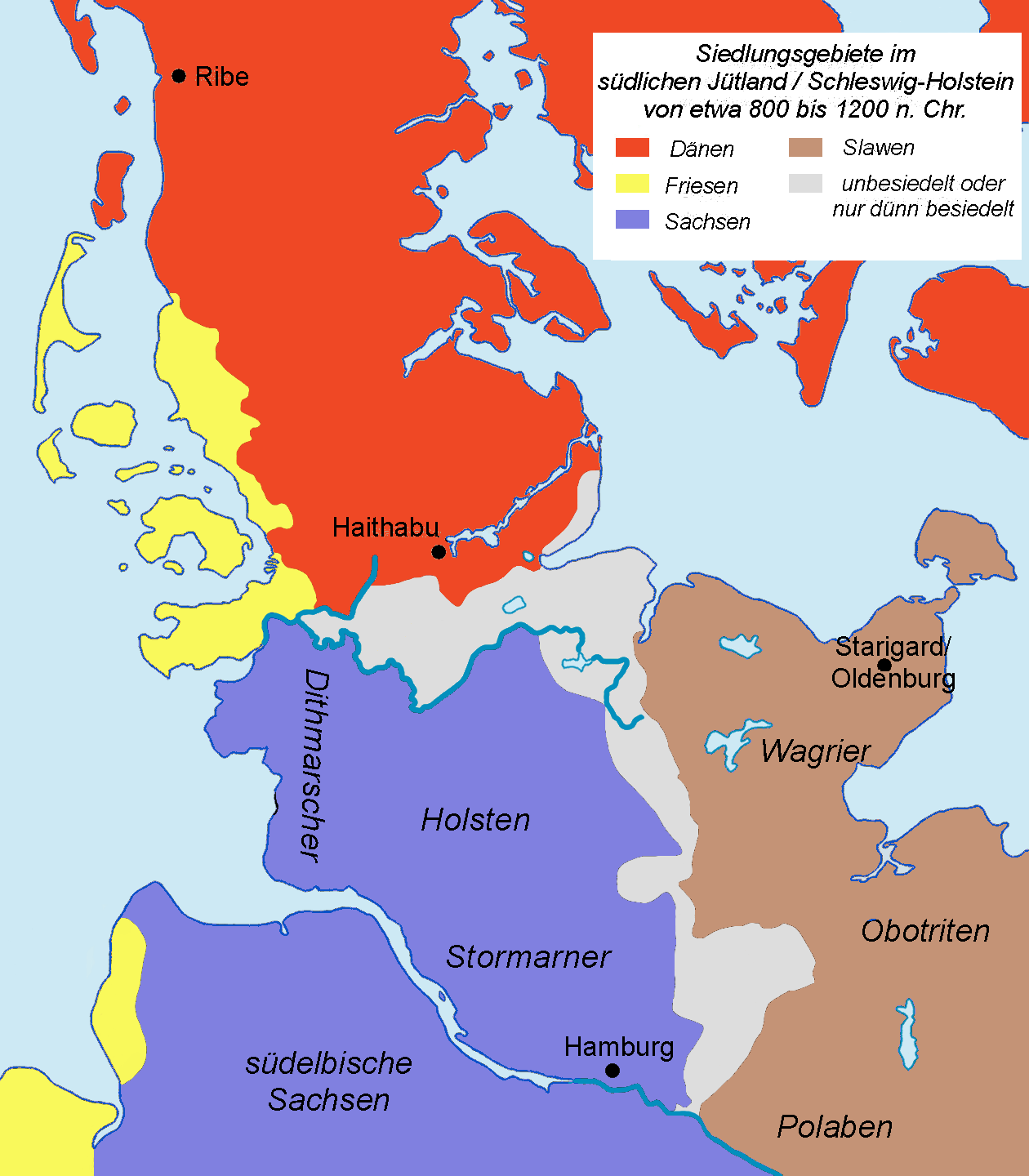
Các khu vực định cư từ năm 800 đến 1100 ở Schleswig-Holstein ngày nay

### Quá trình định cư và sự ra đời của Schleswig và Holstein
Những người làm nghề săn bắn hái lượm đã sinh sống ở Schleswig-Holstein từ sau Thời kỳ Băng hà cuối cùng. Khoảng từ năm 4000 trước Công Nguyên thì những người nông dân canh tác đã tới vùng đất này và đã xây dựng nên những công trình bằng đá ghép (cự thạch) ở đây vào khoảng thời gian từ 3500- 2800 trước Công Nguyên, tới nay có khoảng 100 công trình còn tồn tại. Có thể là từ Thời đại Đồ đồng đã có tuyến đường xuyên qua vùng đất này, phục vụ cho việc buôn bán gia súc của các vùng chăn nuôi ở Bắc Giút-lan, tuyến đường này còn có tên gọi là đường Ochsenweg (đường bò kéo).
Trong Thời kỳ Di cư đã có rất nhiều cư dân các tộc người German rời bỏ vùng đất này. Như vậy, từ thế kỷ thứ 3 đến thế kỷ thứ 5 thì người Angles ở vùng đất có cùng tên gọi ở phía Bắc của eo biển Schlei đã rời bỏ vùng đất này tới Britannien và hợp nhất với các tộc người khác thành người Anglo-Saxon tạo nên nguồn gốc tên gọi của nước Anh sau này. Thời kỳ này dân cư ở Schleswig-Holstein rất thưa thớt.
Cho tới Sơ kỳ Trung cổ đã hình thành 4 cộng đồng dân tộc và ngôn ngữ: Ở phần phía Bắc cho tời đường ranh giới sông Eider- sông Treene- Eckernförde là người Giút-lan German và Đan Mạch Bắc German, ở phần phía Tây Bắc là người Fri-dơ Tây German từ thế kỷ thứ 7, ở phần phía Đông là người Abodrit Sla-vơ; ở phần Tây Nam cho tới đường ranh giới sông Eider- Kiel- Preetz- Eutin- sông Elbe là người Xắc-xông Tây German mà tổ tiên của họ là người Holsten là nguồn gốc tên gọi của vùng đất Holstein phía Nam. Sau làn sóng di cư của người Ăng-lô ra khỏi vùng đất này thì người Đan Mạch và Giút-lan đã xâm nhập vào đây ở phía Đông Nam. Họ đã thiết lập nên vào khoảng năm 770 thành phố Harthabu là một trong những nơi buôn bán có ý nghĩa nhất ở Sơ kỳ Trung cổ và xây dựng hệ thống thành luỹ phòng thủ Danewerk để chống lại người Xắc-xông. Trong thời kỳ của các cuộc chiến tranh Xắc-xông thì phần phía Nam của vùng đất đã rơi vào ảnh hưởng của Pháp. Từ 768 đến 811 thường xuyên xảy ra sự đối đầu giữa vua Pháp với Hoàng đế Cơ đốc giáo Karl Đại đế sau này và người Bắc German đa thần giáo, do đó hệ thống thành luỹ phòng thủ Danewerk cũng đã được mở rộng. Năm 811 thì một hiệp ước hoà bình đã được ký kết, lấy sông Eider làm biên giới giữa Vương quốc Frank và Đan Mạch.
Cùng với sự gia tăng của quá trình định cư trong thế kỷ thứ 12 và 13 thì biên giới sông Eider đã mất đi ý nghĩa của đường ranh giới, nhưng cho tới khi kết thúc của Đế quốc La Mã Thần thánh vào năm 1806 hoặc tới năm 1864 vẫn là biên giới giữa Schleswig và Holtein. Cho tới khi ban hành Luật Công dân vào năm 1900 thì con sông này còn là biên giới Giút-lan bởi vì ở Schleswig cho tới lúc đó vẫn tuân thủ Luật Giút-lan của Đan Mạch. Từ năm 1111 thì ở hai bờ sông Eider đã hình thành nên các công quốc Schleswig và Holstein (khi đó vẫn còn là lãnh địa bá tước). Đồng thời giữa hai khu vực luôn có các mối quan hệ chặt chẽ về chính trị và kinh tế.

### Sự thống trị của dòng họ Schauenburg
Vào những năm đầu của thế kỷ thứ 13 thì vua Đan Mạch đã tìm cách sáp nhập Holstein vào vương quốc của mình. Sau những kết quả ban đầu thì ông ta đã gặp thất bại do sự phản kháng của các thân vương Bắc Đức ở trận Bornhöved.
Từ năm 1250, Liên minh Hanse đã phát triển thành một yếu tố kinh tế và quyền lực quan trọng và Lübeck đã trở thành một trong những thành phố quan trọng nhất Bắc Âu. Từ năm 1286, lần đầu tiên, Schleswig và Holstein đã thể hiện sự thống nhất trên huy hiệu, khi mà các bá tước Schauenburg được nhận Schleswig là đất phong tặng của Đan Mạch và đã kết nối lãnh địa miền Nam cùng công quốc miền Bắc vào tay một thống lĩnh. Vào thế kỷ thứ 14, sau khi các bá tước ở Holstein mở rộng được tầm ảnh hưởng về phía Giút-lan, Nữ hoàng Margrete I đã giành được sự bá quyền của Đan Mạch ở Schleswig. Song bà ta cũng phải chấp nhận những yêu sách về sở hữu của giới quý tộc Holstein ở Schleswig.
Do có nhiều sự phân chia quyền thừa kế và tài sản nên lịch sử lãnh thổ của Schleswig và Holstein rất rắc rối. Tuy nhiên, triều đại Schauenburg vẫn tạo lập được một quyền thống trị ở Schleswig-Holstein. Do vậy, có thể nói Schleswig-Holstein vào Hậu kỳ Trung cổ thực tế là một lãnh thổ thống nhất. Năm 1474, từ Lãnh địa bá tước Holstein đã hình thành Công quốc Holstein. 

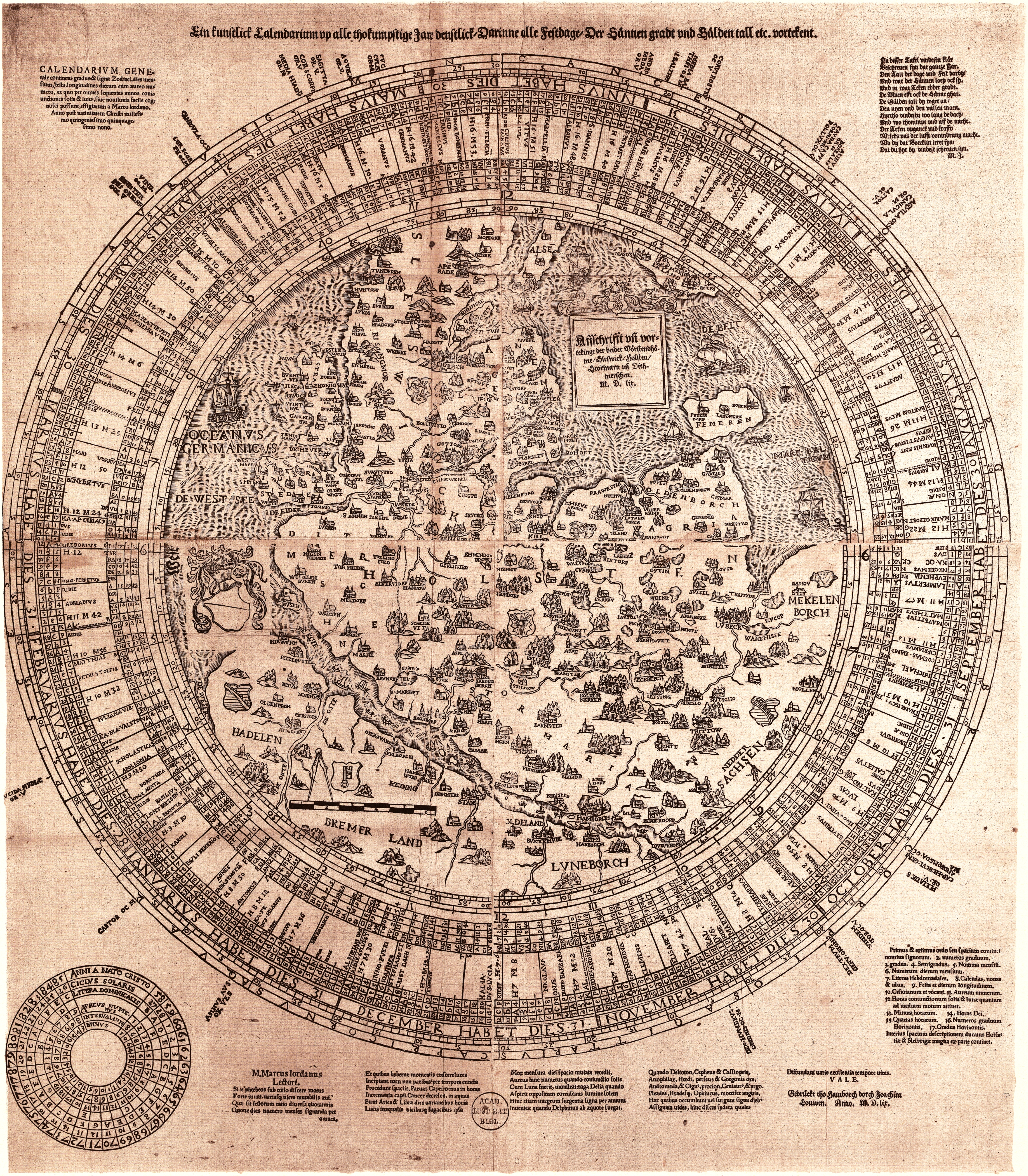
Schleswig-Holstein vào năm 1559

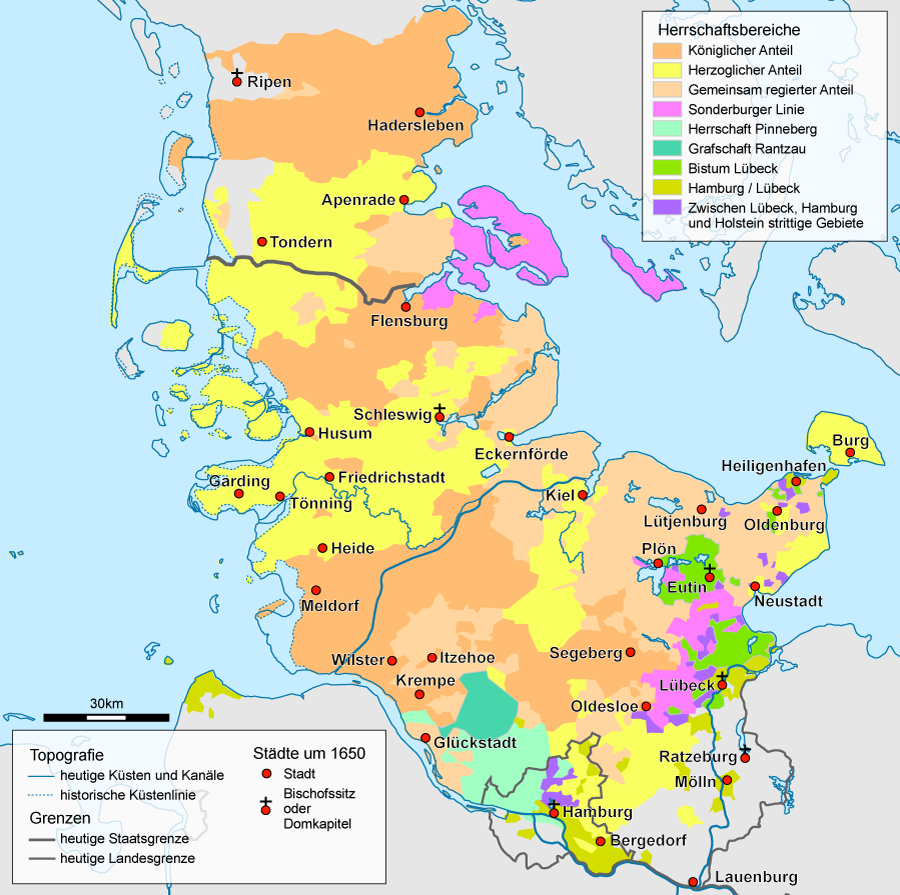
Schleswig-Holstein vào năm 1650; các công quốc được chia ra như một tấm thảm chắp vá, các phần đất của quốc vương, công tước và các điền trang chung chiếm phần lớn diện tích

### Sự bá quyền của Đan Mạch
Năm 1460, sau sự diệt vong của dòng họ Schauenburg thì giới hiệp sĩ ở Schleswig-Holstein đã bầu trực tiếp quốc vương Đan Mạch Christian I của Nhà Oldenburg làm thống lĩnh, ông ta là một người cháu trong họ của người cuối cùng của dòng họ Schauenburg là Adolf VIII. Hiệp ước được ký ở Ripen đã xác định cho các công quốc là "vĩnh viễn không bị chia cắt", một dòng văn bản đã bị vi phạm ngay sau đó. Quốc vương Đan Mạch không tự cai trị Schleswig và Holstein với tư cách của một quốc vương mà là công tước của 2 vùng, khi mà Công quốc Schleswig là vùng đất phong của Đan Mạch trong lúc Công quốc Holstein thuộc về Đế quốc La Mã Thần thánh của Dân tộc Đức và là đất phong của đế chế.
Christian I và người kế vị ngai vua của ông là quốc vương Đan Mạch đồng thời là thân vương Đức trong một Liên minh cá nhân. Sự bá quyền của Đan Mạch tồn tại đến năm 1864.
Christian III đã tiến hành cải cách giáo hội với Bộ quy tắc Giáo hội của Johannes Bugenhagen. Ngay từ năm 1544, nhà vua đã từ bỏ Hiệp ước Ripen và chuyển giao một số phần của các công quốc ở Schleswig-Holstein cho những người em trai cùng cha khác mẹ Johann và Adolf I, qua đó mà các công quốc Schleswig-Holstein-Gottorf và Schleswig-Holstein-Hadersleben ra đời. Năm 1564, con trai của ông là quốc vương Fridrich II cũng đã chuyển giao một số phần lãnh thổ của ông cho em trai Johann, qua đó, một công quốc tiếp theo ở Schleswig-Holstein ra đời là Công quốc Schleswig-Holtein-Sonderburg. Lần này thì các đẳng cấp trong xã hội đã phản đối sự vi phạm mới đối với Hiệp ước Ripen và không phục tùng ông, do vậy mà công tước của Sonderburg đã trở thành người đầu tiên trong số các lãnh chúa được chia quyền không có quyền thống trị. Phần lãnh thổ của Sonderburg tiếp sau đó bị phân chia ra thành các tiểu công quốc. Công quốc Hadersleben bị xoá bỏ và năm 1580 do không có người thừa kế. Công quốc Schleswig-Holstein-Gottorf thì lại phát triển thành một yếu tố quyền lực về chính trị và văn hoá quan trọng. Dưới thời của các công tước Gottorf nhiều lâu đài đã được xây dựng như lâu đài ở Husum, Reinbek và Tönning; các lâu đài ở Kiel và Gottorf được mở rộng và Trường Đại học Tổng hợp Kiel được thành lập. Dòng họ của công tước cũng đảm nhận vị trí tổng giám mục ở Lübeck.
Sự đối lập giữa phần đất của quốc vương và công tước -công tước Gottorf- đặc trưng cho đường lối chính trị của các công quốc ở 2 thế kỷ tiếp theo. Các khu vực hành chính của các lãnh địa khác nhau -được gọi là tổng, quận, châu- được phân chia theo tiềm năng thu thuế; bởi vậy phần đất của quốc vương hay công tước không bao gồm được những khu vực liên hoàn và Schleswig-Holstein được chia ra những đơn vị vùng miền nhỏ như một tấm thảm chắp vá. Trong khi phần đất của công tước được quản lý bởi dòng họ Gottorf từ lâu đài Gottorf (là nguồn gốc tên gọi dòng họ) thì quốc vương lại cử các đại diện để quản lý các phần đất của mình. Các điền trang thì lại có quy chế ngoại lệ. Đây là các khu vực độc lập và đa phần là tài sản của các gia đình quý tộc gốc gác, các điền trang này luân phiên chịu sự phục tùng quốc vương hay công tước và đã đạt được sự phát triển kinh tế thịnh vượng, giới quý tộc địa chủ được tận hưởng trong thời kỳ này ở Schleswig-Holstein thời kỳ vàng son. Ngoài ra, giáo phận Lübeck, Lãnh địa bá tước Holstein-Pinneberg và lãnh địa bá tước có nguồn gốc từ đây Rantzau, vùng Dithmarsch (xâm chiếm được từ năm 1559) cũng như Công quốc Sachsen-Lauenburg (khi đó chưa thuộc Holstein) thì có vai trò đặc biệt trong quy chế nhà nước.
Trong khi ở phần phía Nam của đế chế nổ ra cuộc Chiến tranh 30 năm vào năm 1618 thì Schleswig-Holstein ban đầu không bị ảnh hưởng và đã đạt được thời kỳ phát triển cao nhờ năng suất nông nghiệp. Năm 1625 thì Đan Mạch cũng tham gia cuộc chiến, qua đó thì các trận chiến cũng xảy ra ở các công quốc từ năm 1627. Đặc biệt các thành luỹ ở Holstein như Krempe, Glückstadt và Breitenburg đã là mục tiêu của các cuộc tấn công. Cuộc Chiến tranh 30 năm kết thúc ở Schleswig-Holstein vào năm 1629 với Hoà ước Lübeck. Các công quốc vốn ít bị tàn phá hơn các vùng khác ở Đế chế Đức lại được hồi sinh, cho tới bắt đầu từ năm 1643 lại bị cuốn vào cuộc chiến tranh Torstenssonkrieg và lại bị tàn phá.
Sự đối lập giữa phần đất quốc vương và công tước trong thế kỷ thứ 17 đã dẫn đến những xung đột giữa 2 thế lực. Công quốc của dòng họ Gottorf đòi hỏi nhiều chủ quyền hơn và đã tách khỏi Đan Mạch đứng về phía Vương quốc Thuỵ Điển. Điều đó đã dẫn tới sự chiếm đóng một phần rộng lớn của Đan Mạch đối với phần đất công quốc. Vào đầu thế kỷ thứ 18 đã xảy ra cuộc chiến tranh Große Nordische Krieg, Công quốc Gottorf đứng về phía Thuỵ Điển; do vậy, vào năm 1773, khi Thuỵ Điển bị thất bại trong cuộc chiến thì toàn bộ phần đất của Công quốc Gottorf ở Schleswig đã bị Đan Mạch thôn tính. Công quốc ngày nào của dòng họ Gottorf chỉ còn quyền sở hữu ở Holstein. Sự thôn tính Schleswig được hợp thức bằng Hòa ước Frederiksborg vào năm 1720. 
Trong suốt thế kỷ thứ 18 thì Đan Mạch đã cố gắng để hoàn thành việc thống nhất một nhà nước tổng thể. Nhiều tiểu công quốc của Schleswig-Holstein đã từng xuất hiện từ phần đất của Công quốc Sonderburg không được sử dụng để phong đất tiếp trong trường hợp không có thừa kế mà phải sáp nhập vào Vương quốc Đan Mạch. Sau khi phần đất của Công quốc Gottorf ở Holstein qua quá trình thừa kế đã được thống nhất vào Liên minh cá nhân với tước Nga Hoàng, vào năm 1773, Hiệp ước Zarskoje Selo được thoả thuận, theo đó thì Schleswig-Holstein hầu như hoàn toàn rơi vào tay Vương quốc Đan Mạch. Vào năm 1779 thì công quốc được chia tách cuối cùng là Schleswig-Holstein-Sonderburg-Glücksburg bị giải tán. Một ít quyền tự chủ vẫn còn lại khi mà sự điều hành các công quốc tập trung vào một văn phòng Đức ở Kopenhagen và vào năm 1789 thì đồng tiền riêng được đưa vào lưu hành.

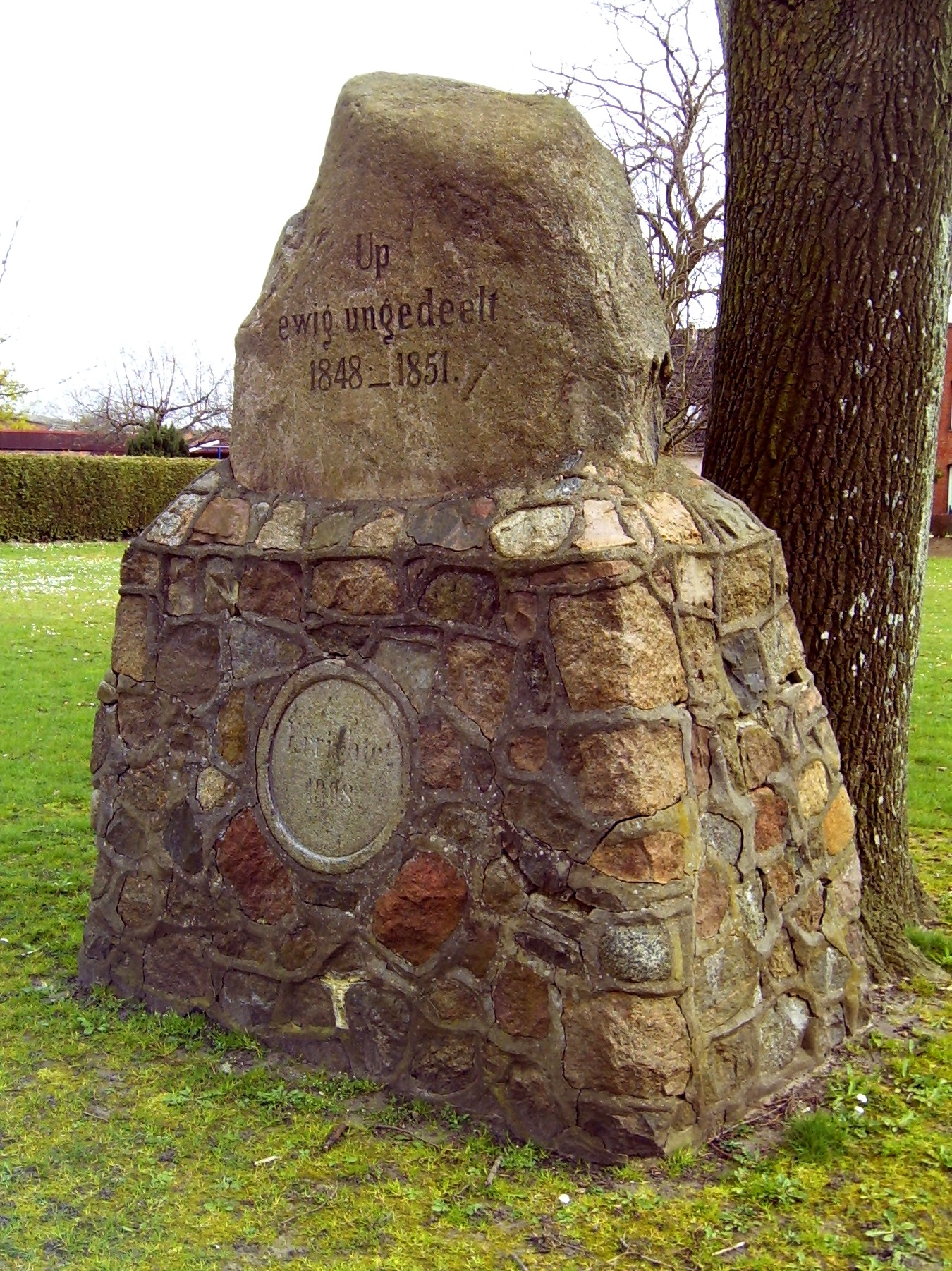
Đài kỷ niệm ở Hohenlockstedt.

### Chủ nghĩa dân tộc và các cuộc chiến tranh thống nhất nước Đức
Vào năm 1800 thì toàn bộ Schleswig-Holstein, với ngoại lệ là Thân vương quốc Lübeck và Công quốc Sachsen-Lauenburg(lúc này còn là công quốc độc lập), nằm dưới sự quản lý của Đan Mạch. Thành phố Altona(nay là một quận của Hamburg) lúc đó là thành phố lớn thứ hai của vương quốc sau Kopenhagen. Vào lúc cuối của Chiến tranh Napoleon thì Đan Mạch thuộc về phe thất bại với hệ thống tài chính đổ nát. Sự phá bỏ những điều cam kết đã làm cho đồng tiền riêng trở thành nạn nhân của sự vỡ nợ của nhà nước. Vào năm 1813, một loại thuế bắt buộc được áp đặt một cách hà khắc cho các công quốc càng làm tăng thêm sự bất mãn. Chủ nghĩa dân tộc đã trỗi dậy không chỉ ở Đan Mạch mà còn ở Đức đã dẫn tới những quan điểm đối lập về sự trực thuộc của cái được gọi là các công quốc sông Elbe(Elbherzogtümer) và dẫn tới 2 cuộc chiến tranh. Tranh cãi không xảy ra với Holtein, nơi mà chỉ có người Đức định cư và thuộc về Đế quốc La Mã Thần thánh từ Sơ kỳ Trung cổ và Liên hiệp Đức từ sau 1815 và Đan Mạch chỉ có quản lý vùng này, mà về Công quốc Schleswig. Những người theo chủ nghĩa dân tộc tự do ở Đức cũng như ở Đan Mạch đều cho là phần đất này hoàn toàn thuộc về mình, tuy rằng phần đất này được chia ra thành miền Bắc, nơi chủ yếu nói tiếng Đan Mạch và có đặc tính Đan Mạch và miền Nam, nơi chủ yếu nói tiếng Đức và mang đặc tính Đức.
Uwe Jens Lornsen là người Bắc Fri-dơ ở đảo Sylt đã tích cực đấu tranh cho miền Nam tiếng Đức của Schleswig, ông và những người cùng chí hướng thường viết liền "Schleswigholstein" để nhấn mạnh bằng văn bản sụ trực thuộc không thể tách rời của hai khu vực. Từ năm 1840 thì những người theo chủ nghĩa dân tộc tự do của Đức cũng như Đan Mạch đều tìm cách gây ảnh hưởng ở Schleswig, điều đó đã dẫn đến xung đột. Năm 1848, xung đột đã nổ ra công khai trong mối liên quan với Cách mạng Tháng 3. Một chính phủ lâm thời được thành lập ở Kiel đã đòi tiếp nhận toàn bộ Schleswig-Holstein vào Liên hiệp Đức; trong khi đó thì ở Kopenhagen một chính phủ dân tộc tự do được bổ nhiệm, thành phần gồm nhiều thành viên là người được gọi là Đan Mạch sông Eider(Eiderdänen), mục tiêu của những người này là sáp nhập Schleswig vào Vương quốc Đan Mạch và tách vùng Holstein thuộc Đức ra theo hiến pháp.
Sự không thoả thuận được của hai đòi hỏi trên đã dẫn đến cuộc nổi dậy ở Schleswig-Holstein, những người Schleswig-Holstein đặc tính Đức đã uổng công tìm cách kết thúc sự thống trị của Đan Mạch. Theo ý muốn của các nhà dân tộc tự do Đức thì Schleswig phải là thành viên của Liên hiệp Đức và thống nhất với Holstein thành một nhà nước có chủ quyền với sự nhiếp chính của công tước Christian August thuộc dòng họ Augustenburg. Theo quan điểm của Đức thì Luật Salic cũng có giá trị ở Schleswig, theo đó thì công tước của dòng họ Augustenburg là người thừa kế hợp pháp của 2 công quốc sau khi quốc vương Đan Mạch và công tước Friedrich VII không có người nối dõi. Theo quan điểm của Đan Mạch thì công tước của dòng họ Augustenburg có thể là người kế vị ở Holstein, nhưng không thể ở Schleswig, nơi mà theo luật của Đan Mạch thì phụ nữ có quyền kế vị. Ban đầu thì cuộc nổi dậy ở Schleswig-Holstein nhận được sự ủng hộ của quốc hội Liên hiệp Đức (Paulkirchenversammlung), nhưng do áp lực của các thế lực lớn ở châu Âu nên quân đội Phổ và quân của Liên hiệp Đức đã rút lui phó mặc chính phủ tự phong ở Kiel cho số phận của họ. Chiến thắng của Đan Mạch ở Idstedt năm 1850 đã kết thúc hy vọng của Đức vào một Schleswig-Holstein thuộc Đức, trạng thái "không thể thay đổi" lại được thiết lập- cũng do áp lực quốc tế. Vào ngày 2 tháng 7 năm 1850 thì Hoà ước Berlin đã được ký kết giữa Liên hiệp Đức và Đan Mạch. Một lời giải cho câu hỏi Schleswig-Holstein vẫn chưa tìm ra được.
miniatur| Schleswig-Holstein 1898
Năm 1849, nhà nước tổng thể Đan Mạch ban hành Hiến pháp 1849, theo đó thì ở vương quốc tuân theo chế độ quân chủ lập hiến và ở Holstein tuân theo chế độ chuyên chế, tuy nhiên với một hội đồng nhà nước chung và việc này đã gây khó khăn cho việc ban hành luật lệ. Vào tháng 11 năm 1863, Đan Mạch ban hành một hiến pháp có giá trị cho những vấn đề chung của vương quốc và công quốc Schleswig bên cạnh những hiến pháp riêng lẻ khác ở 2 khu vực. Theo đó thì Hòa ước 1851 bị vi phạm nên Thủ tướng Phổ đã có cơ hội để giải quyết vấn đề Schleswig theo tinh thần Đức. Sau khi bị từ chối một tối hậu thư rất ngắn thì Phổ và Áo đã tuyên bố chiến tranh với Đan Mạch. Phổ và Áo đã chiến thắng dễ dàng chiến tranh Đan Mạch vào tháng 4 năm 1864. Các cuộc đàm phán về chia tách Schleswig không có kết quả cho nên Schleswig và Holstein chịu sự quản lý chung của phe chiến thắng. Theo Hiệp ước Gastein năm 1865 thì Schleswig và Lauenburg thuộc Phổ và Hostein thuộc Áo, chỉ còn những phần nhỏ ở Bắc Schleswig vẫn còn thuộc Đan Mạch là đảo Ahorn, bảy giáo phận phía Nam Kolding và một số giải đất xung quanh Ribe, đổi lại thì Đan Mạch từ bỏ quyền đối với những vùng đất lọt giữa ở bờ biển phía Tây của Schleswig.
Sau chiến tranh thì vào năm 1867 toàn bộ Schleswig-Holstein đã trở thành 1 tỉnh của Phổ. Đối lập với mục tiêu chính ban đầu là tách khỏi Đan Mạch và trở thành một nhà nước thành viên độc lập trong Liên hiệp Đức thì các công quốc chỉ đạt được mục tiêu tách khỏi Đan Mạch nhưng không có độc lập. Năm 1871, Đế chế Đức được thành lập. Vấn đề Schleswig-Holstein đã là vấn đề trung tâm của đường lối chính trị của thủ tướng Bismarck, đường lối đã dẫn đến thống nhất đế chế.

Bản đồ bán đảo Krimbische Halbinsel.

### Sự chia cắt dứt điểm Schleswig
Những tranh cãi về công pháp quốc tế với Đan Mạch chỉ chấm dứt vào mãi năm 1920. Trong Hoà ước Prag năm 1866 thì Phổ và Áo với sự can thiệp của Napoleon III đã thoả thuận ở điều 5 một cuộc trưng cầu dân ý ở Bắc Schleswig. Theo đó thì người dân Bắc Schleswig có quyền tự quyết định là trực thuộc Đan Mạch hay Phổ/Áo. Hai nước ký hiệp ước đã thoả thuận huỷ bỏ điều khoản này vào năm 1879. Đan Mạch tất nhiên phải chống lại việc làm sai hiệp ước kể trên. Trước đó thì Phổ đã tự sáp nhập các công quốc thành tỉnh của mình. Đan Mạch đã không nhất trí. Cuộc trưng cầu dân ý đã được xác định trước đây sau đó được tiến hành vào sau Chiến tranh Thế giới thứ nhất dưới áp lực và sự kiểm soát của các thế lực chiến thắng. Một uỷ ban quốc tế với đại diện của Anh, Pháp, Thuỵ Điển và Na Uy được thành lập để quản lý các khu vực trưng cầu dân ý. Ủy ban này đóng ở Flensburg, có bộ máy cảnh sát được xây dựng mới và được sự hậu thuẫn của quân đội Anh, Pháp. Kết quả trưng cầu dân ý là số đông ở phần phía Bắc theo Đan Mạch, ở phía Nam theo Đức. Khu vực miền Trung (với cả Flensburg) thì còn tranh cãi gay gắt nhưng sau đấy thì cũng tự quyết định được là trực thuộc Đức. Theo đó thì vào ngày 6 tháng 7 năm 1920, một hiệp ước chuyển giao được ký ở Paris, hiệp ước này phân định Bắc Schleswig thuộc Đan Mạch và Nam Schleswig thuộc Đức.

### Chủ nghĩa quốc xã và Chiến tranh Thế giới thứ 2
| Bầu cử   | Schleswig-Holstein | Đế chế Đức |
| -------- | ------------------ | ---------- |
| 1924(I)  | 7,4%               | 6,6%       |
| 1924(II) | 2,7%               | 3,0%       |
| 1928     | 4,0%               | 2,6%       |
| 1930     | 27,0%              | 18,3%      |
| 1932(I)  | 51,0%              | 37,4%      |
| 1932(II) | 45,7%              | 33,1%      |
| 1933     | 53,2%              | 43,9%      |

Schleswig-Holstein đã một thành trì ban đầu của chủ nghĩa quốc xã. Đảng NSDAP đã giành được kết quả cao trong bầu cử năm 1928 ở Dithmarschen. Những sự kiện mà lực lượng quốc xã gọi là "Đêm đổ máu ở Wöhrden" 1929 và "Chủ nhật đổ máu ở Altona" 1932 đã bị Đảng NSDAP lợi dụng để tuyên truyền cả ra ngoài phạm vi của địa phương. Một số học giả quen thuộc của Schleswig-Holstein là người dọn đường cho chủ nghĩa quốc xã: Julius Langbehn(gốc gác Bắc Schleswig) cũng như Adolf Bartels(Dithmaschen) và một phần nào đó Gustav Frenssen.
Đã có một số trại bên ngoài trực thuộc Trại Tập trung KZ Neuengamme ở Schleswig-Holstein: Một số đó là Trại KZ Kalzenkirchen, Trại KZ Außenlager Kiel, Trại KZ Ladelund và Trại KZ Neustadt ở Holstein. Một trong những trại tập trung đầu tiên là Trại KZ Wittmoor: Vào ngày 10 tháng 3 năm 1933, những tù nhân đầu tiên, số đông là đảng viên Đảng KPD, bị giam cầm ở đây. Những trại tập trung ban đầu khác (cũng được xem là những trại dã man) được xây dựng năm 1933
ở Eutin, Glückstadt, Rickling/Kuhlen, Ahrenbök, Atona và Wandsbek.Trong "Đêm tàn sát của đế chế" vào mồng 9/10 tháng 11 năm 1933 các giáo đường Do Thái và cửa hàng của người Do Thái ở Lübeck, Elmshorn, Rendsburg, Kiel, Bad Segeberg, Friedrichstadt, Kappeln và Satrup đã bị "Lực lượng Bão táp" SA và "Đội Cận vệ" SS tấn công, phá hoại - với sự làm ngơ hoặc hỗ trợ của cảnh sát.
Những tù binh Xô-viết đã đến Schleswig-Holstein trong trạng thái thảm hại, bởi vì họ đã không được nuôi dưỡng đầy đủ. Các nhà tù đã được xây dựng ở Heldkaten, gần Katenkirchen(từ mùa thu 1941 đến tháng 4 năm 1944) và Gudendorf(tháng 4 năm 1941 đến cuối chiến tranh), Gerhard Hoch đã gọi những nhà tù này là "trại chết". Trong các năm 1944, 1945 có 3000 tù binh Xô-viết bị chết ở Gudendorf.
Tại chi nhánh trẻ em ở Schleswig từ 1939 đến 1945 có ít nhất 216 trẻ em bị giết.
Cuộc chiến đường không trong Chiến tranh Thế giới thứ 2 ít ảnh hưởng tới những vùng dân cư thưa thớt. Thành phố Kiel là căn cứ hải quân và có 3 nhà máy đóng tàu lớn ở bờ Đông eo biển Förde thì đã là mục tiêu tấn công của máy bay ném bom của Không quân Anh (RAF) và Không quân Mỹ (USAAF). Cuộc không kích Lübeck của Không quân Anh vào cuối tháng 3 năm 1942 là cuộc ném bom rải thảm đầu tiên vào trung tâm lớn của một thành phố lịch sử của Đức. Trong Chiến dịch "Operation Gomorrha" tấn công Hamburg mùa hè 1943 thì các địa điểm như Wedel và Elmshorn ở Schleswig-Holstein cũng đã bị ảnh hưởng nặng. Nhà máy đóng tàu Flensburg và Nhà máy Lọc dầu Hemmingstedt của Công ty DEA gần Heide đã bị oanh tạc nhiều lần. Vào ngày 3 tháng 5 năm 1943, máy bay Không quân Anh đã oanh kích nhầm 3 tàu không có khả năng chiến đấu ở vịnh Neustadt là các tàu Cap Arcona, Thielbek và Deutschland. Khoảng 7000 người bị chết. Trước đó, Đội Cận vệ đã dồn khoảng 10.000 tù nhân các trại tập trung lên những con tàu đó. Rất có thể đó là ý định của Đội Cận vệ để dìm chết tù nhân.
Vào ngày 7 tháng 5 năm 1945, vào lúc 12 giờ 45, Đài Phát thanh Flensburg đã phát đi tuyên bố của Lutz von Schwerin-Krosigk về kết thúc của Chiến tranh Thế giới thứ 2 (lần đầu tiên từ phía Đức). Sự đầu hàng vô điều kiện của quân đội Đức có hiệu lực vào 23 giờ 01 ngày 8 tháng 5 năm 1945. Vào thời điểm này thì Schleswig-Holstein còn nằm dưới sự kiểm soát của các đơn vị quân đội Đức.

### Thời kỳ sau chiến tranh
Ngay từ cuối năm 1944 thì Schleswig-Holstein đã là nơi đến chính của những người di tản và những người bị xua đuổi trong Chiến dịch Sơ tán Hannibal, sơ tán khoảng 2,5 triệu người từ vùng Baltic (Memelland), Đông/Tây Phổ, Pommern và Mecklenburg. Cư dân của những thành phố lớn đã bị ném bom tan hoang là Kiel, Lübeck và Hamburg cũng chuyển về các vùng quê. Dân số vào năm 1939 còn là 1,6 triệu, đã tăng lên đến 2,7 triệu vào năm 1949. So với các bang khác ở Tây Đức thì thành phần di tản so với dân sở tại ở Schleswig-Holstein là lớn nhất.
Vào thời gian chuyển tiếp năm 1945/1946, chính phủ quân quản của vùng chiếm đóng thuộc Liên hiệp Anh đã chỉ định những ủy ban thanh lọc quốc xã Đức để giúp việc. 406.500 người đã bị thanh lọc quốc xã theo phương pháp đám đông. Ở Schleswig-Holstein không có ai bị xếp vào Hạng I của nhóm tội phạm chính và Hạng II của nhóm tội phạm. 2217 người bị xếp vào Hạng III của nhóm có gây hại, trong đó có người phụ trách địa hạt Hinrich Lohse. 66.500 người bị xếp vào Hạng IV của nhóm cộng sự và 206.000 người vào Hạng V của nhóm được giảm tội.

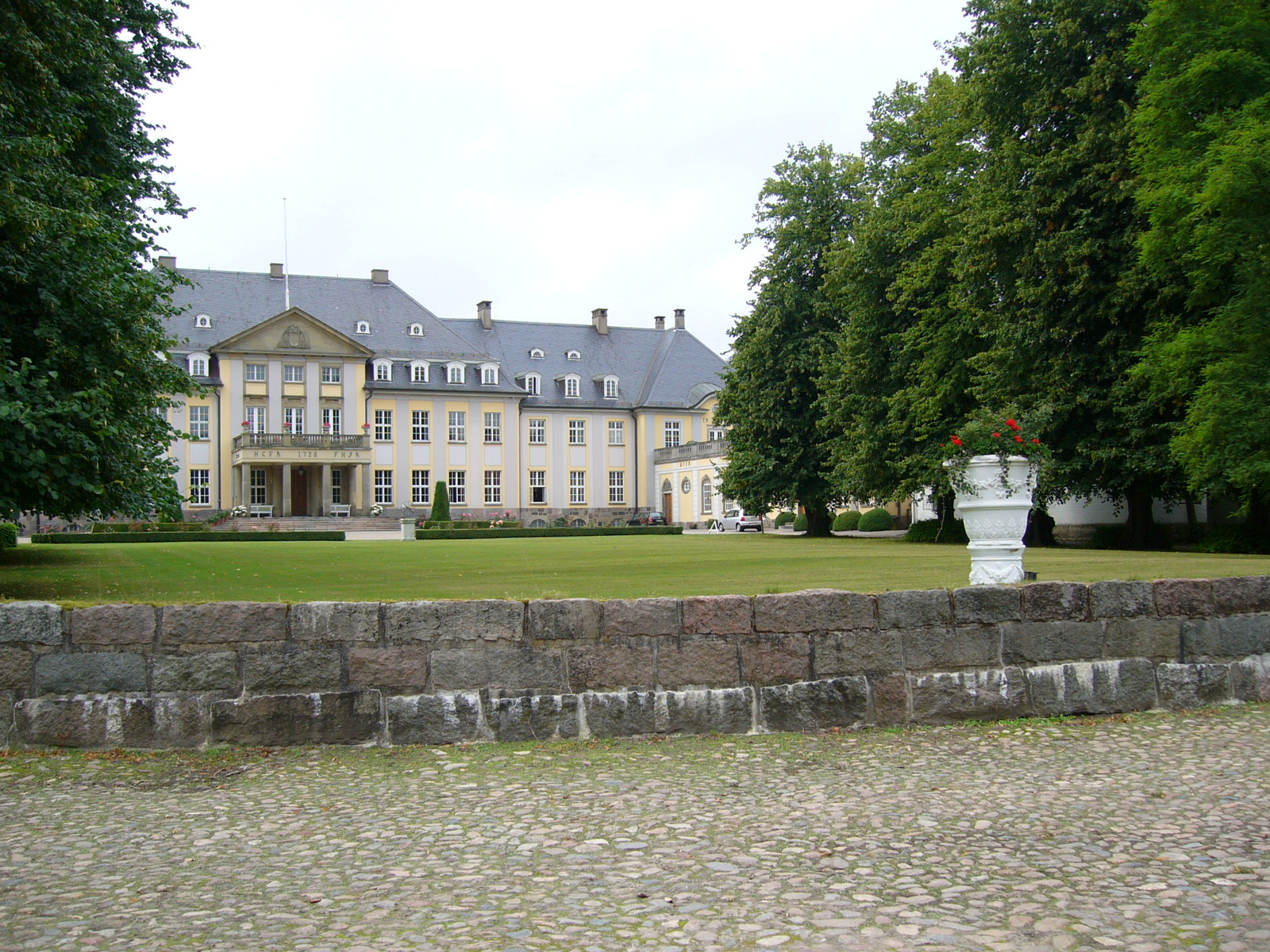
Lâu đài Altenhof, dinh thự uỷ viên Liên hiệp Anh của vùng/bang

Sau chiến tranh thì về hình thức, Schleswig-Holstein vẫn là một tỉnh của Phổ. Nhà hoạt động Dân chủ Cơ đốc giáo Theodor Steltzer, người đã đứng về phía cuộc đấu tranh quân sự chống lại chính thể độc tài quốc xã, được bổ nhiệm làm chủ tịch đứng đầu bộ máy quản lý, sau đó làm thủ hiến đầu tiên. Vào ngày 26 tháng 2 năm 1946, quốc hội bang đầu tiên nhóm họp, quốc hội này không được bầu mà được chính phủ quân quản chỉ định, chính phủ này được đại diện bằng "Ủy viên vùng Schlewig-Holstein" mà quyền quyết định cuối cùng thuộc về Nguyên soái Không quân Hugh Vivian Champion de Crespigny(đang nghỉ hưu). Với Quy định số 46 của Chính phủ Quân quản Liên hiệp Anh vào ngày 23 tháng 8 năm 1946 "về giải thể các tỉnh thuộc Phổ trước đây trong vùng chiếm đóng của Liên hiệp Anh và lập thành các bang độc lập" thì bang Schleswig-Holstein đã nhận được các cơ sở pháp lý. Thủ phủ được chọn là Kiel mà không phải là Schleswig. Trụ sở của "ủy viên vùng", sau này được gọi là "ủy viên bang" của Liên hiệp Anh là tòa nhà được gọi là Somerset-House ở Kiel, dinh thự là lâu đài Altenhof (gần Eckernförde). Trong cuộc bầu cử quốc hội bang vào ngày 20 tháng 4 năm 1947, lần đầu tiên quốc hội bang đã được bầu. Với Quy định năm 1949 được quốc hội bang ban hành, có hiệu lực bắt đầu vào ngày 12 tháng 1 năm 1950, thì Schleswig-Holstein đã trở thành một bang thuộc liên bang. Mãi tới ngày 30 tháng 5 năm 1990, theo văn bản cải cách hiến pháp được quốc hội bang ban hành trong kỳ họp quốc hội bang ở Kiel thì quy định này cũng được gọi là Hiến pháp bang.
Vào ngày 29 tháng 3 năm 1955, Tuyên bố Bonn-Copenhagen được ký kết, trong đó Cộng hoà Liên bang Đức và Đan Mạch đã thống nhất với nhau về quyền được bảo hộ của mỗi dân tộc thiểu số trên lãnh thổ của mình, đồng thời xác định quyền tự do của mỗi công dân được tự mình nhận là thuộc nhóm cộng đồng dân tộc nào mà không bị phản đối hay kiểm tra của các cơ quan nhà nước. Hiệp ước này vẫn có giá trị đến ngày nay như là một hình mẫu về sự giải quyết được thoả thuận thống nhất đối với vấn đề dân tộc thiểu số.
Trong thời kỳ Chiến tranh Lạnh thì Schleswig-Holstein trên cơ sở có tầm quan trọng chiến lược đối với NATO là một địa điểm đóng quân trọng điểm của Quân đội Liên bang Đức, được thành lập vào năm 1955. Thuộc quyền chỉ huy của sở chỉ huy quân đoàn được thiết lập riêng của NATO LANDJUT có Sư đoàn Bộ binh cơ giới 6 là sư đoàn trực thuộc NATO có biên chế quân đông nhất, sư đoàn này chủ yếu cơ động ở bang cực Bắc, ngoài ra còn có Căn cứ Baltic của Hải quân Liên bang. Cho tới năm 1959 thì Werner Heyde, người phụ trách chương trình Chết không đau đớn của quốc xã nhằm giết người hàng loạt còn hành nghề thầy thuốc ở Flensburg dưới cái tên Fritz Sawade. Năm 1961, Ủy ban Kiểm tra đã nêu lên trong một bản báo cáo 18 người ở các ngành Tư pháp, Hành chính và Y là những người biết rõ sự thật về Sawade.

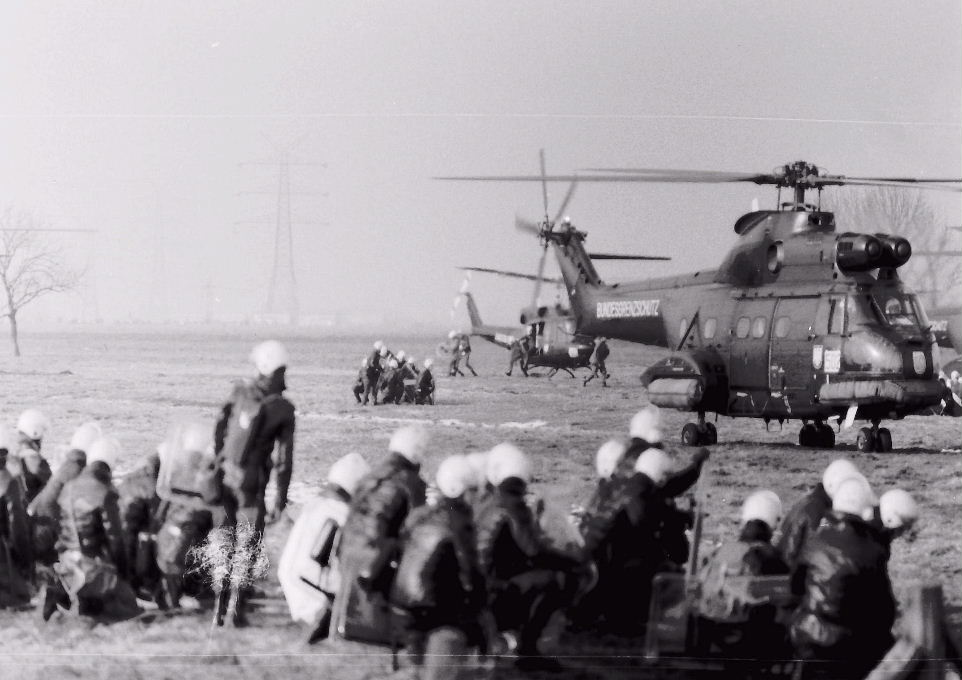
Huy động cảnh sát chống biểu tình ở Công trường Nhà máy Điện hạt nhân Brokdorf, tháng 2/1981

Một số các cuộc phản đối mạnh mẽ nhất chống lại việc xây dựng các nhà máy điện hạt nhân từ 1976 đến đầu những năm 1980 diễn ra tại Công trường Xây dựng Nhà máy Điên hạt nhân Brokdorf. Hiện tượng tự nhiên tiêu biểu nhất trong lịch sử bang là thảm hoạ tuyết rơi vào thời điểm cuối 1978 đầu 1979.
Vụ bê bối lớn nhất của lịch sử sau chiến tranh là vụ việc Barschel mùa thu năm 1987. Vụ bê bối này được tiếp nối bằng vụ việc Schubladen-Affäre, mà kết quả là Björn Engholm ở cương vị thủ hiến phải từ chức và thay thế là Heide Simonis, người phụ nữ đầu tiên ở cương vị lãnh đạo một bang. Sau đấy thì Schleswig-Holstein trở thành tâm điểm của dư luận, khi mà việc bầu lại Simonis ở quốc hội bang bị thất bại một cách ấn tượng vào tháng 3 năm 2005. Đại liên minh sau đó của Thủ hiến Peter-Harry-Carstensen (CDU) tồn tại chỉ tới tháng 7 năm 2009. Cuộc bầu cử mới vào tháng 9 năm 2009 đã dẫn tới kết quả thành lập một liên minh Đen-Vàng của Thủ hiến cũ và mới Carstensen vào ngày 27 tháng 10 năm 2009.
Vào ngày 29 tháng 8 năm 2010, Toà án Hiến pháp bang Schleswig-Holstein đã phán quyết là luật bầu cử dành cho quốc hội bang có sự vi phạm hiến pháp. Quốc hội bang sau đó được yêu là phải ban hành luật mới tới thời hạn tháng 5 năm 2011; tiếp theo là bầu cử mới được quy định là chậm nhất đến tháng 9 năm 2012.
Tại cuộc bầu cử quốc hội bang ở Schleswig-Holstein vào ngay 6 tháng 5 năm 2012, lần đầu tiên, một liên minh của SPD, B'90/Grüne và SSW được thành lập do Torsten Albig đứng đầu, liên minh này được gọi là Dänen Ampel.

## Ngôn ngữ
Ngôn ngữ chính thức chung là tiếng Đức, về mặt pháp lý ở đây cũng không rõ là điều đó có nghĩa là tiếng Đức phổ thông (Hochdeutsch) hay là tiếng Bắc Đức (Niederdeutsch). Căn cứ vào Hiến chương châu Âu về Ngôn ngữ địa phương và thiểu số thì tiếng Bắc Đức, hay còn gọi là tiếng Hạ Đức (Plattdeutsch) theo Phần III của Hiến chương đã xác định là tiếng địa phương (ít ra là như vậy), tiếng Đan Mạch (ở dạng tiếng Đan Mạch Nam Schleswig) và tiếng Fri-dơ (ở dạng khẩu ngữ địa phương Bắc Fri-dơ) là ngôn ngữ thiểu số; tiếng Digan theo Phần II là ngôn ngữ thiểu số được công nhận ở bang Schleswig-Holstein. Ở các xã gần biên giới giữa Niebüll và Frensburg người ta còn nói tiếng Nam Giút-lan (Hạ Đan Mạch), tiếng này được xem là tiếng địa phương của Đan Mạch, tiếp theo đó, ở trong vùng Frensburg còn có các thổ ngữ pha trộn giữa các thứ tiếng là Petuh và Missingsch. Như vậy, Schleswig-Holstein là bang giàu nhất về các loại tiếng truyền thống. Các loại ngôn ngữ không còn tồn tại ở đây nữa là tiếng Hà Lan đã từng được nói ở Friedrichstadt và tiếng Yiddish, là thứ tiếng vẫn được nói ở một số thành phố cho tới thời kỳ Quốc xã; có bao nhiêu người còn nói tiếng Yiddish trong số khoảng gần 2000 người theo tín ngưỡng Do Thái là không thể biết được.
Thành phần ngôn ngữ: Tiếng Đức khoảng 2,7 triệu người, Bắc Đức 1,2 triệu, Đan Mạch (phổ thông, địa phương) 65.000, Fri-dơ 10.000, Digan 5000.
Sau khi Luật Friisk Gesäts được quốc hội bang phê chuẩn vào năm 2004 thì tiếng Fri-dơ là ngôn ngữ chính thức ở huyện Nordfriesland và trên đảo Helgoland (thuộc huyện Pinneberg). Ở huyện Nordfriesland có thể thấy các bảng chỉ dẫn địa điểm bằng 2 thứ tiếng, ví dụ như thành phố Niebüll còn được viết là Naibel.
Phần Đông Nam của bang cho tới thế kỷ thứ 12 là nơi định cư của các tộc người Sla-vơ mà ngày nay ta còn có thể nhận ra qua những tên địa phương có gốc Sla-vơ như Lübeck, Laboe, Eutin, Preetz, Ratzeburg.

## Tôn giáo

### Đạo Cơ Đốc
Schleswig-Holstein là một bang có đặc tính Tin Lành. Năm 2006 có 54,3% dân cư theo đạo Tin Lành. Năm 2007 có 6,7% dân cư theo đạo Công giáo La Mã. Trên 39% dân cư không thuộc về một cộng đồng tôn giáo lớn nào.
Giáo phái Tin Lành Tự do có 15.000 tín đồ. Giáo phái Tin Lành Cải cách được đại diện bằng 1 giáo phận riêng ở Lübeck. Giáo phái Tin Lành của các tín đồ Remonstranten có một giáo phận ở Friedrichstadt.

### Giáo hội Tin Lành Luther
Giáo hội Tin Lành Luther của bang từ ngày 27 tháng 5 năm 2012 được gọi là Giáo hội Tin Lành Luther Bắc Đức, gọi tắt là Giáo hội Bắc Đức. Giáo hội này được lập nên từ Giáo hội Bắc Elbe, Giáo hội Tin Lành Luther Mecklenburg và Giáo hội Tin Lành Pommern sau một quá trình sáp nhập lâu dài, được kết thúc bằng một hiệp ước sáp nhập vào ngày 5 tháng 2 năm 2009. Ở khu vực Schleswig-Holstein có 2 giáo khu là giáo khu Schleseig và Holstein cũng như giáo khu Hamburg-Lübeck; đứng đầu mỗi giáo khu là giám mục. Giáo hội Bắc Elbe là một tổ chức được sáp nhập từ 3 giáo hội Tin Lành Luther địa phương vào năm 1977.
Bên cạnh Giáo hội Bắc Đức thì ở Schleswig-Holstein còn có Giáo phái Tin Lành Độc lập theo tôn giáo cũ và ở miền Bắc của bang có Giáo hội Đan Mạch ở Nam Schleswig. Giáo hội Đan Mạch ở Nam Schleswig có 6.500 tín đồ.

### Công giáo
Giáo hội Công giáo La Mã ở Schleswig-Holstein trực thuộc địa phận Tổng giám mục Hamburg. Bên cạnh Giáo hội Công giáo La Mã thì trên đảo Norđstrand có một cộng đồng Công giáo cổ.

### Các giáo hội, giáo phái Tin Lành Tự do
Các giáo hội, giáo phái Tin Lành Tự do ở Schleswig-Holstein là Giáo hội Tin Lành Tự do Bap-tit, [[Giáo hội Tin Lành Giám Lý, Giáo phái Tin Lành Tự do của tín đồ Mennoniten, Hội Tin Lành Tự do Đức, Giáo phái Tin Lành Cứu Thế quân, Giáo hội Cơ Đốc Phục Lâm, nhiều giáo phận thuộc Giáo hội Ngũ Tuần. Vào thế kỷ thứ 16 đã có những giáo phận đầu tiên của tín đồ Tin Lành Mennoniten. Giáo phận đầu tiên của tín đồ Bap-tit được thành lập vào tháng 2 năm 1849 ở Pinneburg thuộc Holstein.

### Giáo phái Neuapostolische Kirche
Giáo phái Neuapostolische Kirche ở Schleswig-Holstein trực thuộc giáo khu Hamburg, trên lãnh thổ Schleswig-Holstein có 5 giáo phận với khoảng 10.000 tín đồ.

### Đạo Do Thái
Các giáo phận Do Thái có 1.900 tín đồ được chia thành 2 hội là Hội Do Thái giáo Chính thống Schleswig-Holstein và Hội Do Thái giáo Tự do bang Schleswig-Holstein.

### Đạo Hồi
Có 25.000 người Schleswig-Holstein tự nhận theo đạo Hồi. Thánh đường Hồi giáo lớn nhất của bang là Thánh đường Trung tâm Rendsburg.

## Chế độ nhà nước

### Hiến pháp
Theo Chương 1 của Hiến pháp bang ngày 12 tháng 1 năm 1950 thì Schleswig-Holstein là một thành viên nhà nước của Cộng hoà Liên bang Đức. Do có Vụ bê bối Barschel năm 1987 nên Ủy ban Kiểm tra đã kiến nghị nhiều sự thay đổi cấu trúc của hiến pháp. Một ban khảo sát được thành lập đã đưa ra nhiều đề nghị về cải cách hiến pháp, quốc hội và trình bản báo cáo kết luận vào năm 1989. Tiếp theo đó thì hiến pháp đã được sửa đổi và đổi tên từ Điều lệ bang thành Hiến pháp bang. Hiến pháp được quốc hội bang ban hành vào ngày 30 tháng 5 năm 1990. Kể từ đó, hiến pháp cũng đã có quy định những nội dung định hướng nhà nước, ví dụ như bảo vệ các dân tộc thiểu số Fri-dơ và Đan Mạch tại bang (Chương 5), tập trung xây dựng sự bình đẳng giữa nam và nữ (Chương 6), bảo vệ các nền tảng đời sống tự nhiên (Chương 7) hay là bảo vệ và khuyến khích phát triển văn hoá trong đó có ngôn ngữ Hạ Đức (Chương 9). 
So sánh với các hiến pháp của các bang khác của Đức thì bản hiến pháp này có những yếu tố có tầm thế giới của nền dân chủ trực tiếp. Cũng như ở các bang khác của Đức thì quyền lực nhà nước có nguồn gốc từ nhân dân, có nghía là nhân dân thể hiện nguyện vọng qua bầu cử và biểu quyết ở bang, các xã và liên xã.
Hiến pháp được xác định trước theo quy định pháp luật của liên bang là sẽ không còn giá trị vào thời điểm một khu vực của liên bang được sáp nhập mới vào bang.

### Quốc hội bang

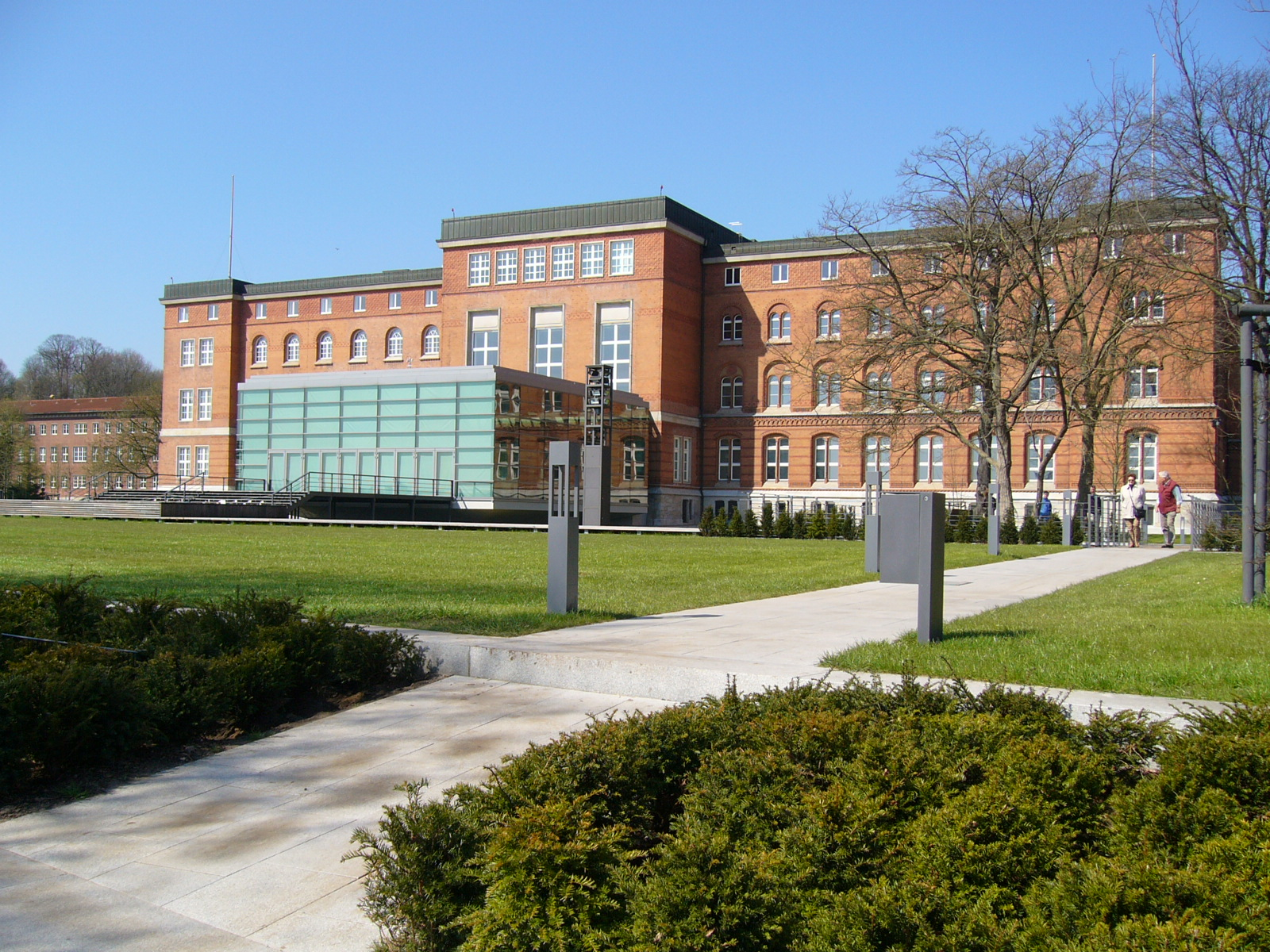
Nhà Quốc hội bang với hội trường

Quốc hội bang Scheswig-Holstein là cơ quan tối cao thiết lập nguyện vọng chính trị được nhân dân bầu và thực thi quyền lập pháp. Quốc hội bang bầu ra thủ hiến bang. Quốc hội bang theo nguyên tắc bao gồm 69 đại biểu (không tính đại biểu trội), các đại biểu được bầu bằng phương pháp kết hợp giữa bầu trực tiếp cá nhân và bầu tỉ lệ tham gia theo đảng phái.

### Chính phủ bang

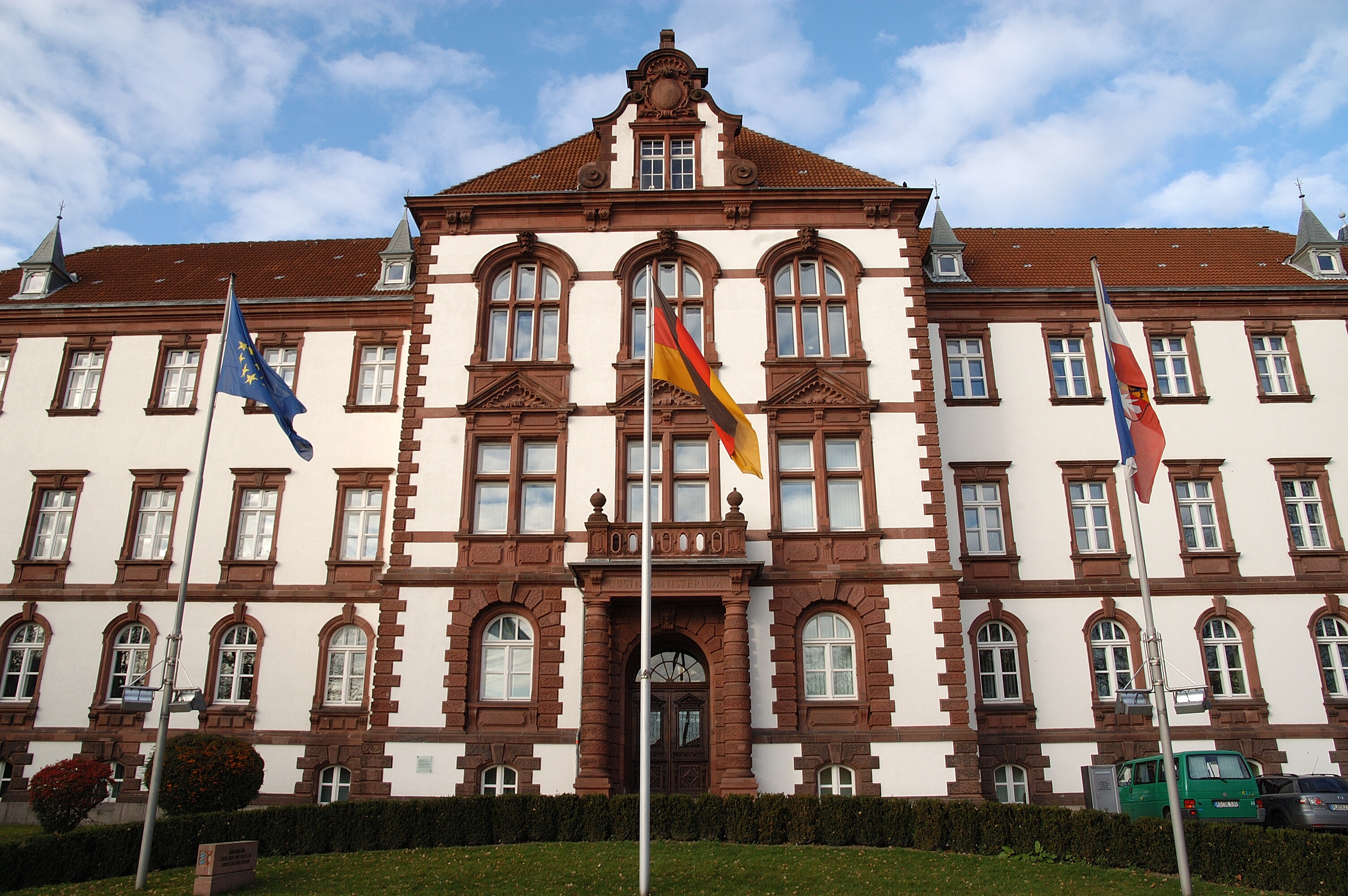
Bộ Tư pháp Schleswig-Holstein ở Kiel

Chính phủ bang là cơ quan lãnh đạo, quyết định và thực thi tối cao trong phạm vi chính quyền. Chính phủ bang gồm thủ hiến bang và các bộ trưởng.
Thủ hiến bang được quốc hội bang bầu không có sự thảo luận. Thủ hiến bang bổ nhiệm hay miễn nhiệm các bộ trưởng của bang và chọn trong số này 1 người phó của mình. Thủ hiến bang trúng cử khi nhận được đa số phiếu bầu của quốc hội bang (đa số tuyệt đối). Nếu như ở vòng bầu cử đầu tiên không có ai có được số phiếu đa số này thì quốc hội bang tiến hành bầu lại, nếu bầu lại lần 1 chưa có kết quả thì ở lần bầu lại tiếp theo ai có số phiếu bầu cao nhất sẽ trúng cử.

### Hệ thống tư pháp
Quyền tư pháp được giao cho các thẩm phán, quyền này được thay mặt nhân dân để thực thi. Các thẩm phán thực hiện nhiệm vụ độc lập và chỉ tuân theo pháp luật.
Là một bang nhỏ nên Schleswig-Holstein chỉ có 1 toà án cấp cao duy nhất của bang có trụ sở ở Schleswig. Năm 1991 thì Toà án Hành chính Cấp cao được thành lập ở Schleswig. Cho tới thời điểm trên thì Toà án Hành chính Cấp cao Lüneburg là toà án hành chính cấp cao chung cho cả hai bang Niedersachsen và Schleswig-Holstein trên cơ sở 1 hiệp định nhà nước giữa 2 bang chiếu theo Chương 3, Điều 2, Luật Toà án Hành chính Liên bang VwGO.
Schleswig-Holstein là bang cuối cùng có toà án hiến pháp bang riêng từ ngày 1 tháng 5 năm 2008. Trước đó thì việc giải quyết những tranh chấp thuộc về hiến pháp trong bang được chuyển giao cho Toà án Hiến pháp Liên bang, căn cứ vào Chương 44 của Hiến pháp bang và Chương 99 của Hiến pháp Liên bang.

### Nền dân chủ trực tiếp

#### Đề xuất của dân
Tất cả các công dân đều có quyền đề xuất ý kiến với quốc hội bang trong khuôn khổ thẩm quyền quyết định của quốc hội bằng những phương thức nhất định của thiết chế nguyện vọng chính trị. Một dự thảo luật có thể có những nội dung xuất phát từ đề xuất của dân. Nội dung dự thảo không được mâu thuẫn với những quy định cơ bản của nhà nước pháp quyền dân chủ xã hội. Các đề xuất phải có chữ ký của ít nhất 20.000 cử tri. Đại diện của họ có quyền được lắng nghe và ghi nhận. Không được phép có những đề xuất về ngân sách bang, các khoản trợ cấp xã hội và hưu trí cũng như các khoản thu nộp công ích.

#### Nguyện vọng của dân
Nếu quốc hội bang không nhất trí với dự thảo luật hay một văn kiện nào đó trong một thời hạn là 4 tháng thì những người đại diện cho đề xuất của dân có thể đề nghị tiến hành thăm dò nguyện vọng của dân. Quốc hội bang quyết định là có được tiến hành thăm nguyện vọng của dân theo đề nghị hay không. Một cuộc thăm dò nguyện vọng của dân có giá trị khi trong thời hạn nửa năm có ít nhất 5% cử tri nhất trí với nội dung thăm dò nguyện vọng.

#### Trưng cầu dân ý
Khi một cuộc thăm dò nguyện vọng của dân đã có giá trị thì trong vòng 9 tháng phải tiến hành thực hiện trưng cầu dân ý về dự thảo luật hay là một văn kiện. Quốc hội bang có thể đưa ra thêm một dự thảo luật riêng hay là mội văn kiện khác để lấy ý kiến đồng thời. Không tiến hành trưng cầu dân ý khi luật đã được quốc hội bang thông qua, do vậy trưng cầu dân ý là thừa và nếu Toà án Hiến pháp Liên bang trên cơ sở kiến nghị của quốc hội bang và chính phủ bang xác định cuộc thăm dò dân ý là vi phạm hiến pháp.
Dự thảo luật hay là một văn kiện nào khác được cuộc trưng cầu dân ý thông qua khi đa số những người tham gia ý kiến đồng ý, tuy nhiên tối thiểu phải một phần tư số lượng cử tri. Một sự thay đổi hiến pháp qua trưng cầu dân ý cần có sự nhất trí của 2/3 số người tham gia ý kiến, tuy nhiên đó phải là 1 nửa số cử tri. Quá trình lấy ý kiến chỉ tính những ý kiến Nhất trí (Có) hay Không nhất trí (Không) là có giá trị.

### Ban hành luật
Các dự thảo luật được chính phủ bang, một số hay nhiều đại biểu quốc hội đề xuất họăc là xuất phát từ đề xuất của dân. Các luật được quốc hội bang hay cuộc trưng cầu dân ý thông qua. Những luật thay đổi hiến pháp cần có sự nhất trí của 2 phần 3 đại biểu quốc hội bang cũng như sự nhất trí của dân. Ngoài ra, từng câu chữ của đoạn văn bản hiến pháp được sửa đổi phải được thể hiện một cách rõ ràng và khúc chiết.

## Biểu tượng
| Landeswappen  | Wappenzeichen       | Landesflagge | Landesdienstflagge |                              |
| Huy hiệu bang | Biểu tượng huy hiệu | Cờ bang      | Cờ công vụ bang    | Cờ hiệu của xe Thủ hiến bang |

### Các loại cờ
Cờ bang bao gồm 3 vạch ngang, vạch trên màu xanh dương, vạch giữa màu trắng và vạch dưới màu đỏ. Đây là những màu của huy hiệu bang và được những người Đức ở Schleswig-Holstein sử dụng lần đầu tiên vào năm 1840 trong cuộc xung đột Đức - Đan Mạch về Schleswig. Vào năm 1949 thì cờ này được người Anh công nhận chính thức. Cờ công vụ thì còn có huy hiệu bang ở trên cờ. Cờ công vụ được sử dụng khi treo cờ chính thức. Chỉ có các cơ quan nhà nước phù hợp mới được sử dụng cờ công vụ. Cờ bang thì ai cũng được tự do sử dụng và sử dụng một cách rộng rãi, đa dạng, ví dụ như các loại cờ ở vườn trước nhà. Các loại tàu thủy có cờ hiệu nhận dạng với các màu của cờ bang. Huy hiệu bang và cờ bang được Luật về Biểu tượng của bang Schleswig-Holstein ngày 18 tháng 1 năm 1957 xác định. Từ năm 2009 còn có huy hiệu công dân có dạng huy hiệu bang được vê tròn ở dưới.

### Huy hiệu
Huy hiệu bao gồm (nhìn từ phía huy hiệu ra) lá cây urtica của Holstein ở bên trái và những con sư tử Schleswig ở bên phải.

### Bang ca
Bang ca của Schleswig-Holstein có tên là Wanke nicht, mein Vaterland(Đừng dao động nhé, Tổ quốc tôi), lời của Matthäus Friedrich Chemnitz, nhạc của Carl Gottlieb Bellmann.

## Phân chia hành chính
|         | 1900 | 1959 | 1994 | 2009 |
| ------- | ---- | ---- | ---- | ---- |
| Huyện   | 17   | 17   | 11   | 11   |
| Liên xã |      | 199  | 119  | 87   |
| Xã      |      | 1371 | 1131 | 1116 |

Schleswig-Holstein tiến hành cải cách khu vực hành chính vào các năm 1970/1974. Số lượng các huyện giảm từ 17 xuống 11; số lượng các xã giảm từ 1371(năm 1959) xuống 1131 (năm 1994) và 199 liên xã lúc đó được gộp lại thành 119 liên xã.
Schleswig-Holstein ngày nay (thời điểm ngày 1 tháng 1 năm 2013) bao gồm 11 huyện, 85 liên xã và 1115 xã. Trong số các xã này thì có 901 xã có số dân ít hơn 2000 cho nên được điều hành bởi 1 xã trưởng tình nguyện. 63 xã có quy chế đô thị. Xã được nhận quy chế đô thị khi có tối thiểu 10.000 dân. Những đô thị đã nhận được quy chế này trong thời gian trước đây thì vẫn không bị mất đi. Trong các đô thị này có 1,5 triệu trong số 2,7 triệu dân của bang sinh sống. Huyện Pinneberg với 300.000 dân là huyện đông dân cư nhất của bang, huyện Rendsburg-Eckernförde với diện tích gần 2.200km2 là huyện có diện tích lớn nhất, lớn gần như bang Saarland.

### Các huyện
(Trong ngoặc là các huyện lỵ và biển hiệu đăng ký xe)
- Dithmarschen(Heide,HEI)
- Herzogtum Lauenburg(Katzeburg,KZ)
- Nordfriesland(Husum,NF)
- Ostholstein(Eutin,OH)
- Pinneberg(Pinneberg,PI,AG(dành cho xe điện được cấp phép trên đảo Helgoland))
- Piön(Piön,PLÖ)
- Rendsburg-Eckernförde(Rendsburg,RD,ECK)
- Schleswig-Flensburg(Schleswig,SL)
- Segeberg(Bad Segeberg,SE)
- Steinburg(Itzehoe,IZ)
- Stormarn(Bad Oldesloe,OD)

### Các đô thị độc lập cấp huyện
(Biển hiệu xe trong ngoặc)
- Flensburg(FL)
- Kiel(KI)
- Lübeck(HL)
- Neumünster(NMS)

Từ ngày 1 tháng 1 năm 2005 thì đô thị Nordestedt được nhận cơ chế đặc biệt là "đô thị lớn trực thuộc huyện", theo Điều 135a của Quy định về Tổ chức cấp xã của Schleswig-Holstein thì đây là một điều khoản thử nghiệm. Điều đó có nghĩa rằng, theo một bản thoả thuận pháp lý công cộng thì một số nhiệm vụ của huyện (ở đây là huyện Segeberg) được chuyển giao cho đô thị.

### Sự cải cách các khu vực huyện trong tương lai
Vào năm 2000 thì một số huyện ở khu vực trung tâm Hamburg đã thảo luận nhằm hợp nhất thành 1 huyện ngoại thành bao quanh Hamburg. Trong phạm vi của bang thì về chủ trương cũng đã có những suy tính là giảm số lượng các huyện cón lại từ 4 đến 6 và số lượng các đô thị độc lập cấp huyện còn 2 hoặc là không còn nữa. Việc này được lên kế hoạch từ 2008, nhưng luôn bị trì hoãn.

### Các đô thị và các xã
| Đô thị/Xã        | Huyện                 | Dân số 31.12.2000 | Dân số 31.12.2007 | Dân số 31.12.2012 |
| ---------------- | --------------------- | ----------------- | ----------------- | ----------------- |
| Kiel             | "Cấp huyện"           | 232.612           | 236.902           | 239.806           |
| Lübeck           | "Cấp huyện"           | 213.399           | 211.541           | 211.713           |
| Flensburg        | "Cấp huyện"           | 84.281            | 87.792            | 83.462            |
| Neumünster       | "Cấp huyện"           | 79.831            | 77.595            | 76.951            |
| Norđerstedt      | Segeburg              | 71.523            | 71.903            | 74.574            |
| Elmshorn         | Pinneberg             | 47.391            | 48.052            | 47.490            |
| Pinneberg        | Pinneberg             | 39.423            | 43.301            | 41.726            |
| Itzehoe          | Steinburg             | 33.549            | 32.800            | 30.956            |
| Wedel            | Pinneberg             | 32.060            | 32.033            | 31.725            |
| Ahrensburg       | Stormarn              | 29.117            | 30.663            | 31.292            |
| Geesthacht       | Herzogtum Lauenburg   | 29.106            | 29.295            | 29.098            |
| Rendsburg        | Rendsburg-Eckernförde | 29.321            | 28.391            | 27.446            |
| Henstedt-Ulzburg | Segeberg              | 24.950            | 26.560            | 27.199            |
| Reinbek          | Stormarn              | 24.570            | 25.516            | 26.347            |
| Bad Oldesloe     | Stormarn              | 23.314            | 24.172            | 24.448            |
| Schleswig        | Schleswig-Flensburg   | 25.093            | 24.036            | 23.665            |
| Eckernförde      | Rendsburg-Eckernförde | 23.304            | 22.915            | 21.791            |
| Husum            | Nordfriesland         | 20.994            | 22.327            | 22.092            |
| Heide            | Dithmarschen          | 20.530            | 20.827            | 20.894            |
| Quickborn        | Pinneberg             | 19.875            | 20.136            | 19.986            |

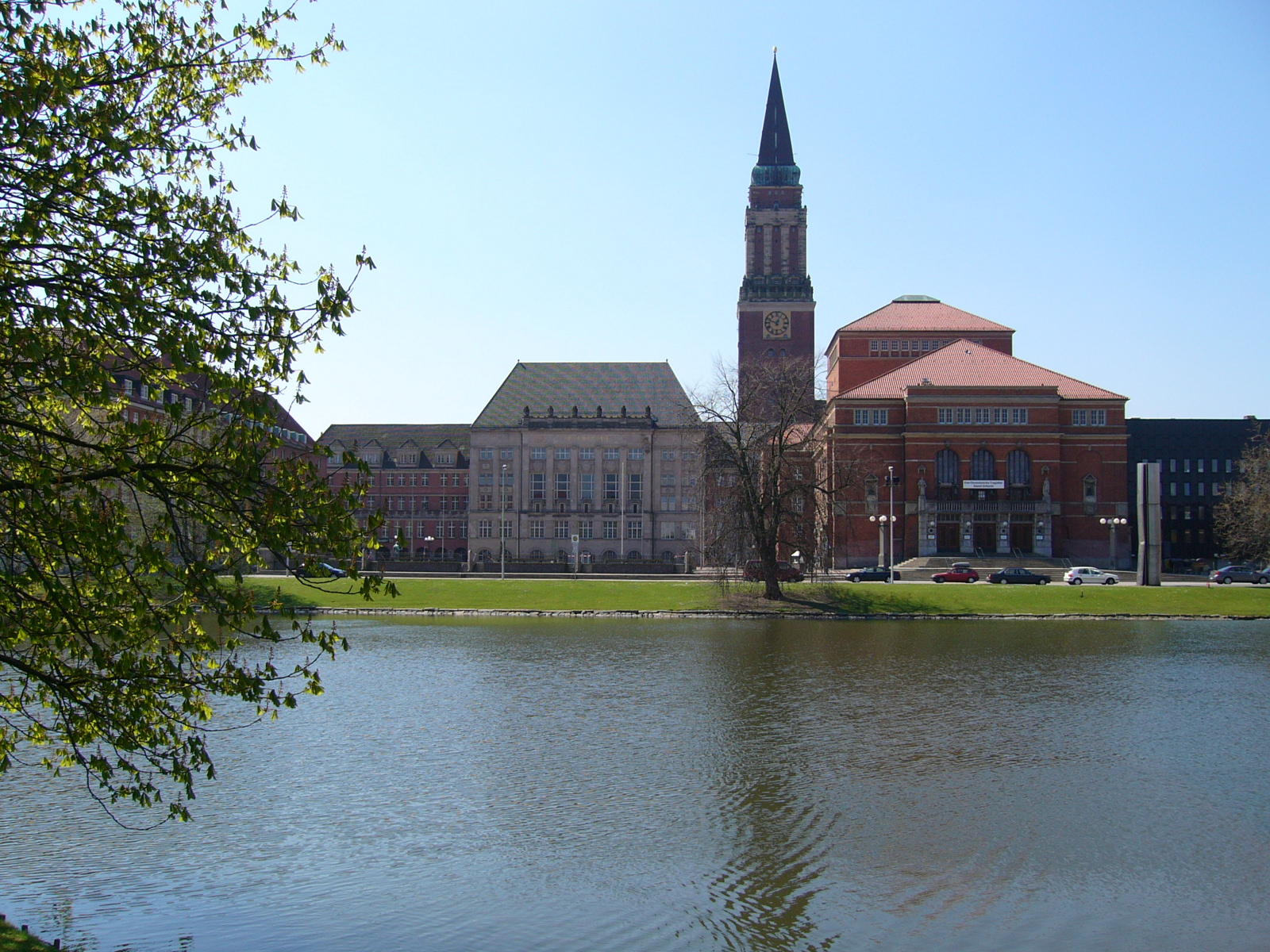
Tháp nhà Thị chính Kiel

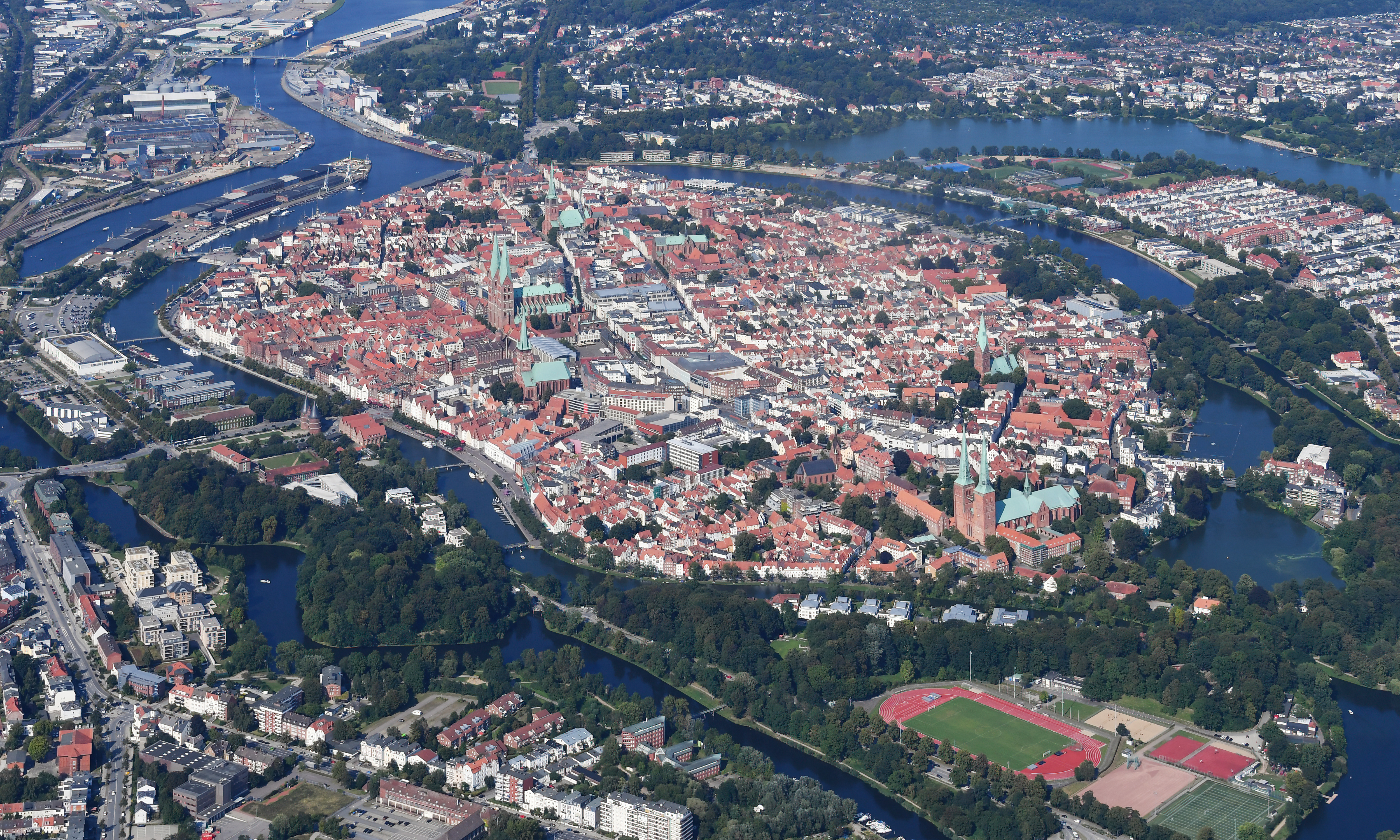
Phố cổ Lübeck nhìn từ trên cao

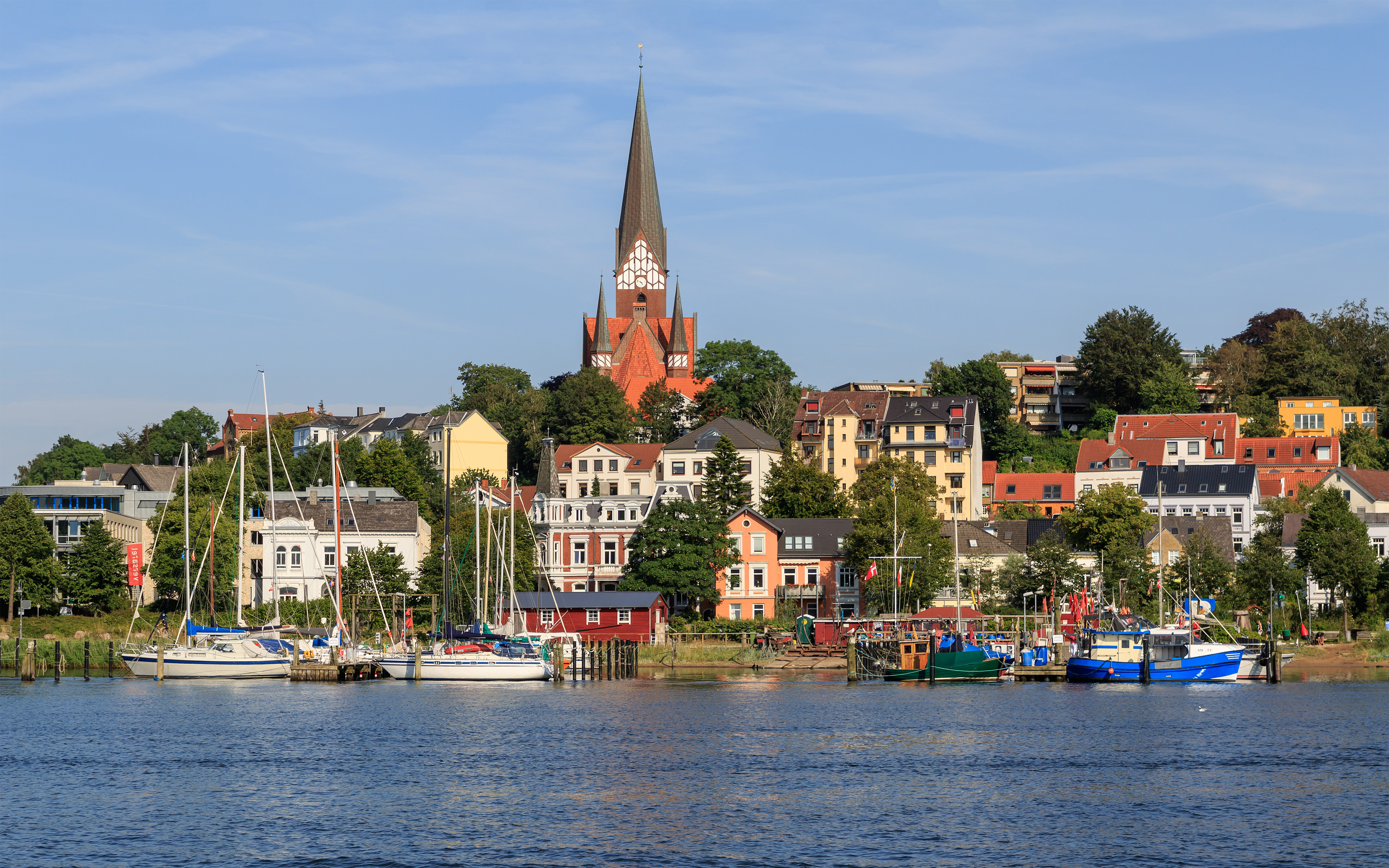
Bờ Đông Flensburg

Schleswig-Holstein có đặc điểm là có một số lượng lớn các xã với cư dân ít hơn 500. Khác với các bang khác là cuộc cải cách khu vực hành chính không làm thay đổi đặc điểm trên. 1033 đô thị nhỏ và xã được tập hợp vào 85 liên xã để có thể thực hiện quản lý hành chính hiệu quả.
Arnis là đô thị nhỏ nhất của Đức với 300 cư dân. Gröde và Wiedenborstel thuộc về những xã độc lập nhỏ nhất của Đức.

## Chính trị

Quốc hội bang Schleswig-Holstein Phân chia ghế trong quốc hội bang

Schleswig-Holstein là một bang có đặc tính nông thôn và Tin Lành. Trong thời kỳ sau chiến tranh thì Liên đoàn Những người bị xua đuổi khỏi quê quán và bi tước quyền lợi (Đảng BHE) đã có lúc giành được 25% số lượng cử tri. Do sự hoà nhập ngày càng tăng của những người bị xua đuổi khỏi quê quán vào xã hội Tây Đức nên đảng này không cón ý nghĩa đối với nền chính trị liên bang và bị mất phần lớn cử tri ở đây. Trong những năm 1960 thì Đảng NPD (Đảng Dân chủ Dân tộc Đức) và những năm 1990 thì Đảng DVU (Liên minh Nhân dân Đức) là những đảng cực hữu đã giành được những kết quả ở bầu cử quốc hội bang nhưng không duy trì được ở nhiệm kỳ sau.
Số phần phiếu bầu của Đảng FDP (Đảng Dân chủ Tự do) và Đảng Xanh ở Schleswig-Holstein ít hơn những bang Tây Đức khác. Sự phân chia phiếu bầu trong bang rất khác nhau. Số phần phiếu bầu của Đảng SPD (Đảng Dân chủ Xã hội Đức) ở các thành phố cấp huyện và ở khu vực quanh Hamburg có xu hướng cao hơn; số phần phiếu bầu của Đảng CDU (Liên minh Dân chủ Cơ đốc giáo Đức) ở các huyện Nordfriesland và Dithmarschen cũng như ở các xã nông thôn của các huyện Steinburg, Rendsburg-Eckernförde và Segeberg có xu hướng cao hơn.
Một điểm đặc biệt ở Schleswig-Holstein là Hiệp hội Cử tri Nam Schleswig (Đảng SSW). Đảng này đại diện cho quyền lợi của người thiểu số Đan Mạch, một phần người thiểu số Fri-dơ và đã vượt được rào cản 5% theo quy định của luật bầu cử để có thành phần tham gia trong quốc hội bang.

### Chính phủ bang
Chính phủ bang được thành kể từ sau khi bầu cử Quốc hội bang Schleswig-Holstein vào ngày 6 tháng 5 năm 2012 từ liên minh các đảng SPD, Xanh và SSW; liên minh này chỉ chiếm một phiếu hơn quá bán.
Thuộc nội các của Thủ hiến bang Torsten Albig gồm có:
- Andreas Breitner (SPD), Bộ trưởng Bộ Nội vụ
- Waltraud Wende (không đảng phái), Bộ trưởng Bộ Giáo dục và Khoa học
- Kristin Alheit (SPD), Bộ trưởng Bộ Xã hội, Y tế, Gia đình và Bình đẳng giới
- Reinhard Meyer (Đảng Xanh), Bộ trưởng Bộ Chuyển đổi năng lượng, Môi trường, Nông nghiệp và Nông thôn đồng thời là Phó Thủ hiến bang
- Monika Heinold (Đảng Xanh), Bộ trưởng Bộ Tài chính
- Anke Spoorendonk (SSW), Bộ trưởng Bộ Tư pháp, châu Âu, Văn hoá đồng thời là Phó Thủ hiến bang

### Các Thủ hiến bang
| Các Thủ hiến bang Schleswig-Holstein | Các Thủ hiến bang Schleswig-Holstein | Các Thủ hiến bang Schleswig-Holstein | Các Thủ hiến bang Schleswig-Holstein | Các Thủ hiến bang Schleswig-Holstein | Các Thủ hiến bang Schleswig-Holstein |
| TT.                                  | Tên                                  | Năm sinh                             | Đảng phái                            | Năm bắt đầu nhiệm sở                 | Năm kết thúc nhiệm sở                |
| ------------------------------------ | ------------------------------------ | ------------------------------------ | ------------------------------------ | ------------------------------------ | ------------------------------------ |
| 1                                    | Theodor Steltzer                     | 1885–1967                            | CDU                                  | 1946                                 | 1947                                 |
| 2                                    | Hermann Lüdemann                     | 1880–1959                            | SPD                                  | 1947                                 | 1949                                 |
| 3                                    | Bruno Diekmann                       | 1897–1982                            | SPD                                  | 1949                                 | 1950                                 |
| 4                                    | Walter Bartram                       | 1893–1971                            | CDU                                  | 1950                                 | 1951                                 |
| 5                                    | Friedrich-Wilhelm Lübke              | 1887–1954                            | CDU                                  | 1951                                 | 1954                                 |
| 6                                    | Kai-Uwe von Hassel                   | 1913–1997                            | CDU                                  | 1954                                 | 1963                                 |
| 7                                    | Helmut Lemke                         | 1907–1990                            | CDU                                  | 1963                                 | 1971                                 |
| 8                                    | Gerhard Stoltenberg                  | 1928–2001                            | CDU                                  | 1971                                 | 1982                                 |
| 9                                    | Uwe Barschel                         | 1944–1987                            | CDU                                  | 1982                                 | 1987                                 |
| 10                                   | Henning Schwarz                      | 1928–1993                            | CDU                                  | 1987                                 | 1988                                 |
| 11                                   | Björn Engholm                        | *1939                                | SPD                                  | 1988                                 | 1993                                 |
| 12                                   | Heide Simonis                        | *1943                                | SPD                                  | 1993                                 | 2005                                 |
| 13                                   | Peter Harry Carstensen               | *1947                                | CDU                                  | 2005                                 | 2012                                 |
| 14                                   | Torsten Albig                        | *1963                                | SPD                                  | 2012                                 | Đương nhiệm                          |

### Các địa phương kết nghĩa của các nước
| Các địa phương kết nghĩa của các nước | Các địa phương kết nghĩa của các nước | Các địa phương kết nghĩa của các nước | Các địa phương kết nghĩa của các nước | Các địa phương kết nghĩa của các nước |
| ------------------------------------- | ------------------------------------- | ------------------------------------- | ------------------------------------- | ------------------------------------- |
| Sønderjylland                         | Đan Mạch                              | 2001                                  | Dänemark                              |                                       |
| Pays de la Loire                      | Pháp                                  | 1992                                  | Frankreich                            |                                       |
| Pommern                               | Ba Lan                                | 1992                                  | Polen                                 |                                       |
| Kaliningrad                           | Nga                                   | 2004                                  | Russland                              |                                       |
| Hyōgo                                 | Nhật                                  | 1995/2005                             | Japan                                 |                                       |
| Maryland                              | Mỹ                                    | 2002                                  | Vereinigte Staaten von Amerika        |                                       |

Ngoài ra, bang còn triển khai Văn phòng Schleswig-Holstein ở khu vực biển Baltic để thúc đẩy các mối quan hệ truyền thống giữa các nước vùng biển Baltic. Văn phòng Schleswig-Holtein hoạt động ở Danzig, Kaliningrad, Sankt-Peterburg, Vilnius, Riga và Tallinn.

## Kinh tế

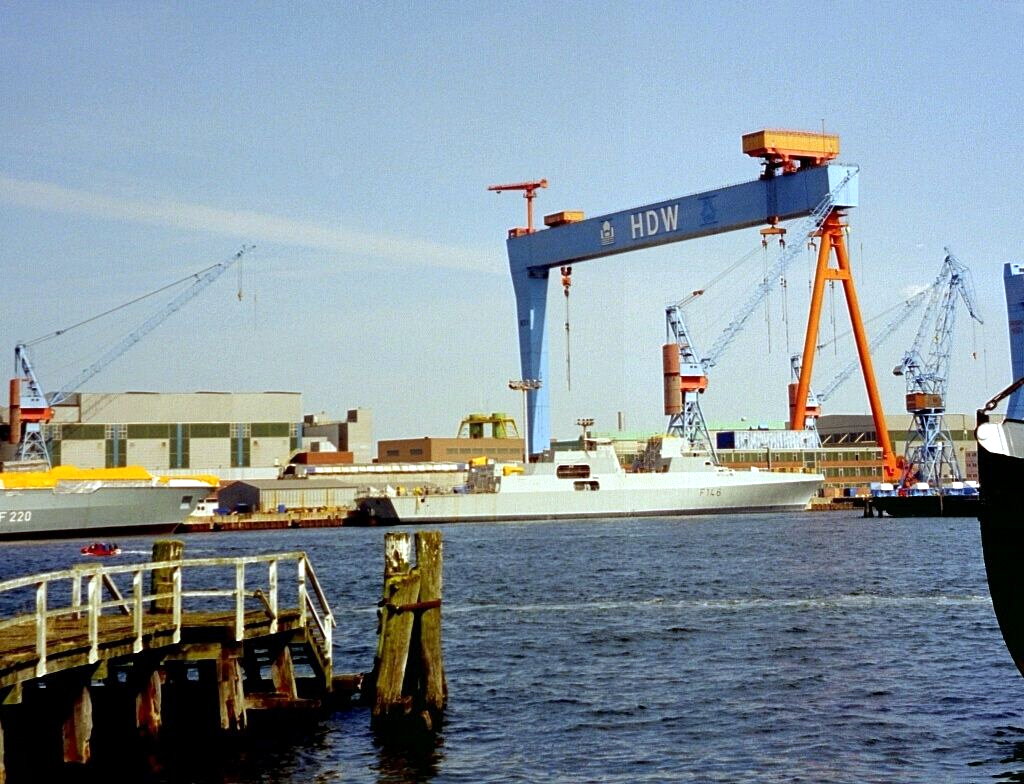
Nhà máy đóng tàu lớn nhất của Đức ở Kiel (TKMS)

Schleswig-Holtein là bang có cơ cấu kinh tế yếu từ lâu với chỉ có 2 thành phố lớn là Kiel và Lübeck. Tương đối nhiều cư dân vẫn làm việc trong lĩnh vực nông nghiệp. Công nghiệp sản xuất ở đây phát triển tương đối chậm và đã sớm bị ảnh hưởng bởi sự chuyển đổi cơ cấu kinh tế. Sự thống nhất nước Đức năm 1990 mà qua đó Schleswig-Holstein từ một bang nhận ngân sách thành bang giao nộp ngân sách theo cân đối tài chính chung của các bang đã mang lại những hậu quả kinh tế không thuận lợi; sự cắt giảm lực lượng quân đội liên bang và hải quân đã gây những ảnh hưởng nặng nề cho nền kinh tế của bang.
Ở góc độ kinh tế có thể phân biệt 3 khu vực lớn là: Khu vực thuận lợi bao quanh Hamburg ở vùng đô thị Hamburg, còn được gọi là "vành đai tập trung" với ngành chế tạo máy và dịch vụ; khu vực có cơ cấu kinh tế đặc biệt yếu ở vùng bờ biển phía Tây với các ngành nông nghiệp, du lịch và năng lượng gió; các thành phố cảng ở bờ biển phía Đông (đặc biệt là Flensburg, Kiel và Lübeck) với các ngành thương mại, giao thông, đóng tàu và năng lượng gió.
Công ty Trang thiết bị Hải quân ThyssenKrupp Marine Systems (TKMS, tới cuối 2012 là HDW) ở Kiel là nhà máy đóng tàu lớn nhất nước Đức, nhà máy này nổi tiếng thế giới với các loại tàu ngầm lớp 212A và 214 chạy bằng động cơ tế bào nhiên liệu. Công ty Đóng tàu Flensburg (Flensburger Schiffbau-Gesellschaft/FSG) chuyên đóng tàu vận chuyển phương tiện giao thông động (tàu RoRo) hoặc tàu kết hợp vận chuyển công ten nơ và phương tiện giao thông (tàu ConRo). Các công ty Lürssen Kröger (ở Schacht-Audorf) và Nobiskrug (ở Rendsburg) dẫn đầu về đóng du thuyền siêu lớn. Nhà máy Đóng tàu Flender Werft ở Lübeck ngừng hoạt động từ năm 2002.
Trong những năm vừa qua, thương mại đường biển với các nước tiếp giáp biển Baltic đạt được nhiều kết quả. Cảng Lübeck,tuyến giao thông Jütlandlinie và tuyến giao thông Vogelfluglinie đã đóng một vai trò đặc biệt nhằm kết nối tới Xcan-đi-na-vi, Phần Lan, Nga và các nước vùng Baltic. Cảng Lübeck với 30 triệu tấn hàng hoá xếp dỡ trong năm 2007 là cảng lớn nhất của Đức ở biển Baltic. Số lượng các chuyến tàu biển du lịch cập cảng Kiel và Hamburg trong những năm qua đã đạt những con số kỷ lục.
Hai phần ba số đoàn tàu đánh cá của Đức neo đậu ở Schleswig-Holstein. Gần 1/4 số công ty vận tải đường thủy của Đức đóng trụ sở ở bang này, khoảng 20% doanh thu đóng tàu được tạo ra ở đây.
Cơ quan điều hành GMSH có vai trò là cơ quan giám sát pháp lý AöR đối với nhiệm vụ quy hoạch và xây dựng của bang Schlewig-Holstein cũng như của Liên bang trong khu vực bang.
Ngành du lịch ở Schleswig-Holstein có ý nghĩa lớn hơn nhiều so với các bang khác. Trong năm 2002, khoảng 80.000 lao động trong ngành đã tạo nên doanh thu 5,2 tỷ Euro. Phần đóng góp của du lịch đối với thu nhập quốc dân là 4,6% (Tỷ lệ bình quân trong liên bang là 2,8%). 
Đặc biệt các đảo ở Bắc Fri-dơ (trước hết là Sylt) được nhiều khách du lịch – đa phần là người Đức – ưa thích. Tuy nhiên, các bãi tắm ở biển Baltic (ví dụ như ở Grömitz, Timmendorf, Laboe, Schönberg, Eckernförde hay là Glücksburg) cũng có ý nghĩa lớn.
Thương mại cửa khẩu cũng đóng một vai trò đối với nền kinh tế của Schleswig-Holtein. Theo một cuộc thăm dò ý kiến năm 2011 thì có gần 60% hộ gia đình ở Đan Mạch mua bia và nước ngọt ở các chợ biên giới Đức. Doanh thu của thương mại cửa khẩu hàng năm là 800 triệu Euro.
Tại các trung tâm mua sắm như Scandinavian Park ở Handowitt và Grenzmarkt zur Krone ở Harrislee thì người tiêu dùng ở Xcan-đi-na-vi đã tạo nên 25% doanh thu, theo báo cáo của Phòng Công thương IKT Flensburg.
So sánh với chỉ số tổng thu nhập quốc dân BIP của EU thì sức mua của Schleswig-Holtein đạt chỉ số 104,1 (EU-27:100) (2004). Năm 2010, kết quả kinh tế của bang tính theo BIP đạt 75,6 tỷ Euro. Mức nợ vào cuối năm 2010 là 20 tỷ Euro.
Mười địa điểm quan trọng nhất của lực lượng lao động có đóng bảo hiểm xã hội là:
| Thành phố   | Lao động có đóng bảo hiểm xã hội 30.6.2012 | Thay đổi từ 30.6.2007 | Lao động ngoài địa phương 30.6.2012 | Tỷ lệ người có việc làm trong độ tuổi lao động (nhân 1000) 1 |
| ----------- | ------------------------------------------ | --------------------- | ----------------------------------- | ------------------------------------------------------------ |
| Kiel        | 108.563                                    | + 6,49 %              | + 30.429                            | 684                                                          |
| Lübeck      | 86.220                                     | + 9,42 %              | + 18.818                            | 662                                                          |
| Flensburg   | 36.808                                     | - 1,57 %              | + 10.827                            | 690                                                          |
| Neumünster  | 32.944                                     | + 10,65 %             | + 7.930                             | 695                                                          |
| Norderstedt | 30.551                                     | + 0,51 %              | + 1.340                             | 669                                                          |
| Ahrensburg  | 17.438                                     | + 16,34 %             | + 6.726                             | 953                                                          |
| Itzehoe     | 16.543                                     | + 8,00 %              | + 6.266                             | 888                                                          |
| Elmshorn    | 15.942                                     | + 0,92 %              | - 3.110                             | 540                                                          |
| Rendsburg   | 15.535                                     | + 0,20 %              | + 6.896                             | 919                                                          |
| Husum       | 13.802                                     | + 14,08 %             | + 7.326                             | 1036                                                         |

Trong ngành năng lượng tái tạo hiện nay có hơn 15.000 lao động. Ngay trong khu vực nông thôn thì đã có nhiều cơ sở mới.

### Bảo đảm năng lượng
Schleswig-Holstein có 3 nhà máy điện hạt nhân: Brunsbüttel, Brokdorf và Krümmel. Chỉ nhà máy KKW Brokdorf là còn hoạt động, 2 nhà máy khác bị đóng cửa sau Thảm họa Hạt nhân Fukushima (tháng 3/2011) và sẽ đóng cửa vĩnh viễn căn cứ vào các điều khoản sửa đổi của Luật Hạt nhân Atomaustieg.
Sự sử dụng các nguồn năng lượng tái tạo đang được đẩy mạnh trong khuôn khổ của quá trình chuyển đổi năng lượng, đặc biệt là năng lượng gió đang giữ một vai trò quan trọng. Việc sử dụng năng lượng tái tạo đã đạt được những sự phát triển vượt bậc về tầm quan trọng tại Schleswig-Holstein, một trong những bang đi tiên phong trong lĩnh vực này, từ những năm 1990, sau khi từ những năm 1980 những thiết bị thử nghiệm đầu tiên như thiết bị Growian được lắp đặt. Bên cạnh những thiết bị trên đất liền tiếp tục giữ vai trò quan trọng nhất thì trong thời gian qua, những nhà máy điện gió Offshore cũng được tích cực mở rộng ở biển Bắc và biển Baltic. Cuối năm 2012 có hơn 2.900 thiết bị điện gió với tổng công suất gần 3,6 GW ở bang, đáp ứng một nửa nhu cầu điện của Schleswig-Holstein. Chính phủ bang có ý định là nâng cao thêm thành phần điện gió trong tiêu thụ điện tổng cộng tới năm 2020 lên 300 đến 400% để có thể cung cấp điện cho các bang khác.

### Những cơ sở sử dụng lao động nhiều nhất
Năm 2006, ở Schleswig-Holstein có 10 cơ sở sử dụng lao động nhiều nhất là:
1. Quân đội Liên bang: 25.700. từ năm 2010
2. Trung tâm Y tế trường đại học Universitätsklinikum Schleswig-Holstein Kiel và Lübeck: 10.706
3. Công ty Possehl, Lübeck: 7.117
4. Bưu điện Deutsche Post DHL, Bonn: 7.050
5. Tập đoàn coop eG, Kiel: 6.385
6. Tập đoàn viễn thông Deutsche Telekom AG, Bonn: 5.637
7. Công ty Damp Holding AG, Damp: 4.416
8. Công ty Bockhol-Gruppe GmbH, Lübeck: 4.352
9. Tập đoàn Drägerwerk AG, Lübeck: 3.488
10. Đường sắt Quốc gia Deutsche Reichbahn AG, Berlin: 3.150
11. Nhà máy đóng tàu Howaldtswerke Deutsche Werft GmhB, Kiel: 2.974

## Giao thông
Bang Schleswig-Holstein nối Đức với Đan Mạch và qua đó với Xcan-đi-na-vi. Các mạch giao thông chính ở đây chạy theo tuyến giao thông Giút-lan Jütlandlinie (Hamburg- Flensburg- Fredericia- Kopenhagen), tuyến giao thông Đường chim bay Vogelfluglinie (Hamburg- Lübeck- Puttgarden- Rödby- Kopenhagen), qua trục bờ biển phía Tây (Hamburg- Itzehoe- Heide- Husum- Sylt/Ésbjerg và theo hướng Đông-Tây qua kênh đào Biển Bắc-Baltic, sông Elbe và đường bộ Hamburg- Berlin. Những giao điểm giao thông quan trọng là các cảng Kiel, Lübeck cũng như giao điểm giao thông trên bộ Neumünster. Trong lúc giao thông trên bộ (đường bộ và đường sắt) theo hướng Bắc-Nam trước hết tập trung về Hamburg thì trục chính của giao thông đường thủy là kênh đào Biển Bắc- Baltic theo hướng Đông-Tây. Các cảng với công suất xếp dỡ lớn nhất nằm ở Lübeck theo hướng biển Baltic và ở Brunsbüttel theo hướng biển Bắc. Sân bay Lübeck- Blankensee đạt được vai trò trong thời gian gần đây là nơi hạ cánh của các hãng hàng không giá rẻ như Ryanair.
Thành phần vận chuyển của các hệ thống giao thông năm 2004:
- Đường bộ: 162,4 triệu tấn (75% từ 1998)
- Đường sắt: 5,7 triệu tấn
- Đường thủy:
  - Nội thủy: 3,8 triệu tấn
  - Kênh đào Biển Bắc- Baltic 80,6 triệu tấn (100% từ 1998)

### Đường bộ
Những tuyến đường cao tốc quan trọng nhất xuất phát từ Hamburg. Đó là đường A1 đi Lübeck, tiếp tục theo tuyến giao thông Vogelfluglinie kết nối với vùng Öresundregion Kopenhagen/Malmö, đường A7 đi qua Neumünster và Rendsburg về Flensburg với một nhánh về Kiel là đường A215, đường A23 về Heide với đường tiếp nối về Husum và các đảo Bắc Fri-dơ. Đường A20 đi từ Bad Segeberg qua Lübeck tới bờ biển Baltic của bang Mecklenburg-Vorpommern và tương lai sẽ đi qua hạ lưu sông Elbe tại Glückstadt. Đường A24 nối vùng đô thị Hamburg với vùng đô thị Berlin/Brandenburg. Đường A25 dài 18 km nối Geesthacht với Hamburg. Mạng đường bộ Schleswig-Holstein bao gồm 498 km đường cao tốc, 1601 km đường liên bang, 3669 km đường cấp bang và 4112 km đường liên huyện.

### Vận chuyển bằng xe buýt
Hệ thống xe buýt được phát triển tốt và cơ bản do Công ty Autokraft GmhB đảm nhận theo yêu cầu của các huyện.

### Đường sắt
Tuy thực tế là 1 bang đồng bằng, song ngành đường sắt ở Schleswig-Holstein có 1 vai trò tương đối lớn đối với du lịch và vận chuyển ngưới đi làm việc tới các trung tâm Hamburg, Kiel và Lübeck. Điều đó thể hiện vào mùa hè ở một số tuyến đường, đặc biệt là tuyến Hamburg- Sylt, thường bị quá tải.
Các tuyến đường sắt chính bắt đầu từ Hamburg và từ đó đi Kiel, Lübeck và Flensburg. Tuyến đường sắt Marschbahn cũng bắt đầu từ Hamburg và kết thúc ở Westerland trên đảo Sylt. Từ những năm 1960 đã có phà chở tàu hỏa kết nối Fehmarn tới Lolland theo lộ trình của tuyến giao thông Vogelfluglinie (đường chim bay) là một kết nối giao thông quan trọng. Từ khi khai trương giải bơi ma-ra-tông chuyên nghiệp ở Đan Mạch thì việc vận chuyển hàng hóa bằng tàu hỏa trên quãng đường này bị đình lại. Dọc theo bờ biển phía Tây là tuyến đường sắt chưa điện khí hóa Hamburg- Itzehoe- Heide- Husum- Sylt/Esbjerg. Theo tuyến này, tại Heide, Husum và Niebüll có các nhánh phụ đi tới các vùng hẻo lánh:
- Tuyến Heide- Büsum
- Tuyến Husum- Bad St. Peter- Ording
- Tuyến Niebüll- Dragebüll

Một trục chính quan trọng khác là tuyến đường sắt Hamburg- Altona- Kiel mà tại Münster có nhánh đi Flensburg và từ đây có tuyến đường sắt Flensburg- Fredericia đi Đan Mạch. Ba tuyến đường đôi chạy bằng điện này có thể xem là một phần của tuyến giao thông Jütlandlinie.
Bờ biển phia Đông có các tuyến đường đơn chưa điện khí hóa, từ Bắc về Nam có các tuyến:
- Tuyến Kiel–Flensburg
- Tuyến Kiel–Lübeck
- Tuyến Lübeck–Puttgarden
- Tuyến Lübeck–Lübeck-Travemünde Strand – chạy điện từ tháng 12/2008
- Tuyến Lübeck–Bad Kleinen

Ngoài ra, từ Lübeck có 2 tuyến đi Hamburg
- Tuyến Lübeck–Lüneburg, đổi tàu ở Büchen đi theo tuyến Berlin-Hamburg
- Tuyến Lübeck–Hamburg

Tuyến thứ 2 là tuyến có nhiều hành khách nhất ở Schleswig-Holstein.
Ở phía Bắc Schleswig-Holstein, từ khi ngừng chạy tuyến Flensburg- Niebüll vào những năm 1980 thì chỉ còn 2 tuyến đường Đông –Tây:
- Tuyến Husum- Kiel
- Tuyến Neumünster- Heide

Ở khu vực quanh Hamburg còn có một số tuyến đường sắt của Công ty AKN và tuyến Neumünster- Bad Oldesloe
Ngoài ra còn có 4 tuyến đường sắt theo mùa và tham quan bảo tàng sau:
- Tuyến Süderbrarup–Kappeln
- Tuyến Kiel-Schönberg
- Tuyến Malente-Gremsmühlen–Lütjenburg
- Tuyến Bergedorf-Geesthacht

Các doanh nghiệp đường sắt quan trọng nhất là DB Regio, AKN và Nord- Ostsee- Balin. Ngoài ra còn có những tuyến đường sắt tư nhân. Ga quan trọng nhất là ga Lübeck.
Giao thông đường sắt địa phương ở bang vận hành theo nhịp giờ, bởi vậy trên mỗi cung đường thì tối thiểu cứ 2 giờ có 1 chuyến tàu, trên hầu hết các cung đường là mỗi giờ 1 chuyến, có chỗ 30 phút 1 chuyến. Ngoại lệ là cung đường Niebüll- Dagebüll tàu chạy theo bảng giờ tàu.
Giao thông đường sắt đường dài theo bảng giờ tàu. Mật độ các cặp tàu nhanh InterCity trên tuyến Marschbahn là dày nhất. Tàu cao tốc ICE chạy tới Lübeck và Kiel cùng qua Hamburg, tới Kiel còn qua Neumünster. Từ năm 2007 đã có tàu cao tốc ICE đầu máy diesel đi Kopenhagen qua Lübeck, Oldenburg ở Holstein và Puttgarden, đi Ahrus qua Neumünster, Rendsburg và Flensburg.

### Giao thông đường biển
Bang Schleswig-Holstein có tất cả 46 cảng và bến tàu công cộng, trong đó có 4 cảng có chức năng vận chuyển liên vùng: Kiel, Lübeck/Travemünde và Puttgarden ở biển Baltic, Brunsbüttel ở biển Bắc. Kiel và Lübeck giữ vai trò quan trọng trong vận chuyển hàng hóa tới Xcan-đi-na-vi và ngày càng quan trọng trong vận chuyển hàng hóa tới Đông Âu. Ngoài ra, Lübeck/Travemünde và cả Kiel là những cảng quan trọng cho phà và du lịch tàu biển (năm 2013, có 153 tàu du lịch biển, 397.000 hành khách bắt đầu hoặc kết thúc hành trình du lịch biển ở 1 cảng của Schleswig-Holstein). Puttgarden là cảng của Đức trong tuyến giao thông Vogelfluglinie đi Đan Mạch. Brunsbüttel là 1 cảng quan trọng cho hàng hóa thông dụng và ngoài ra còn là một cơ sở của ngành công nghiệp điện gió Offshore. Theo khối lượng hàng hóa xếp dỡ năm 2006 thì những cảng lớn nhất là:
- Lübeck: (tính cả Lübeck-Travemünder) 30,6 tr. Tấn (2010: 26,74 tr. T)
- Brunsbüttel: 7,7 tr. T (2013: 8,4 tr. T)
- Kiel: 5 tr. T (2013: 3,7 tr. T)
- Puttgarden: 3,8 tr. T (2013: 4,8 tr. T)

Kênh đào Biển Bắc- Baltic với 41.000 chuyến tàu qua lại mỗi năm là tuyến đường thủy nhân tạo được sử dụng nhiều nhất thế giới. Giao thông tàu thủy trên kênh đào tăng xấp xỉ 3 lần từ 1998 đến 2006.

### Hàng không
Hai sân bay dân sự lớn nhất bang nằm ở Kiel và Lübeck. Trong khi sân bay Kiel hiện nay không có các chuyến bay thì sân bay Lübeck với 697.559 lượt khách trong năm 2009 cũng có ý nghĩa với du lịch đường dài do được các hãng hàng không giá rẻ sử dụng. Sân bay Sylt trong thời gian qua có vai trò ngày càng lớn, từ năm 2005, hàng ngày có nhiều chuyến bay dịch vụ theo tuyến của các hãng hàng không lớn, năm 2009 có 157.000 khách bay. Sân bay ở Uetersen tiếp tục có được vai trò nhất định. Vận chuyển hành khách phát triển liên tục và các máy bay ngày càng lớn hơn. Ngoài ra còn có những sân bay nhỏ như sân bay ở Flensburg và Hartenholm. Trên các đảo Helgoland và Fehmarn có những sân bay đặc biệt. Tuy nhiên, sân bay quan trọng nhất đối với bang là sân bay Hamburg, chỉ cách ranh giới phía Nam của bang ít km, chỉ với đường băng cất cánh số 2 cũng đủ cho cả khu vực Schleswig-Holstein.

## Giáo dục
Schleswig-Holstein có 3 trường đại học tổng hợp, trong đó chỉ có trường giàu truyền thống nhất là Trường Đại học Tổng hợp Christian-Albrechts-Universität ở Kiel là một trường đại học tổng hợp có đầy đủ các khoa. Ngoài ra có 1 trường đại học tổng hợp với khoa y và khoa kỹ thuât- khoa học tự nhiên ở Lübeck và 1 trường đại học tổng hợp có nguồn gốc từ đại học sư phạm ở Flensburg. Thêm vào đó ở bang còn có 1 trường đại học nghệ thuật, 1 trường đại học âm nhạc ở Lübeck, 4 trường đại học chuyên nghiệp (Kiel, Lübeck, Flensburg và Heide) và 1 trường đại học chuyên nghiệp hành chính. Thêm nữa là ở Schleswig-Holstein còn có 3 trường đại học dân lập (Elmshorn, Pinneberg, và Wedel). Tổng cộng trong học kỳ mùa đông 2003/2004 có 45.542 sinh viên ở Schleswig-Holstein, trong đó có 26.510 người ở các trường đại học tổng hợp và 16.973 người ở các trường đại học chuyên nghiệp.
Trong năm học 2007/2008 có 335.473 học sinh ở các trường giáo dục chung, trong đó có 36% là học sinh tiểu học, 25% là học sinh trung học phổ thông, 18% là học sinh trường thực tiễn, 11% học sinh trường đại trà, 6% học sinh trường tích hợp và 3% là học sinh trường đặc biệt. Ngoài ra còn có các trường Waldorf tự do (1% số học sinh) và các trường trung học ban đêm (0,1%).
Một điều đặc biệt trong nền giáo dục ở Schleswig-Holstein là có tất cả 48 trường Đan Mạch ở phần đất Schleswig-Holstein, do Hiệp hội Các trường Đan Mạch Nam Schleswig-Holstein quản lý. Bằng tốt nghiệp bằng 2 thư tiếng ở các trường này được mặc nhiên công nhận ở Đức và Đan Mạch.

## Khoa học và nghiên cứu
Các trường đại học tổng hợp với chức năng nghiên cứu khoa học và truyền tải kiến thức tạo chỗ dựa vững chắc cho hệ thống các cơ sở nghiên cứu ở Schleswig-Holstein, hệ thống này còn được bổ sung bởi các viện nghiên cứu ngoài trường đại học. Các nghiên cứu ở Schleswig-Holstein ở cấp độ được quốc tế thừa nhận được tiến hành ở các lĩnh vực nghiên cứu biển, y sinh và kỹ thuật y tế cũng như khoa học tự nhiên và khoa học kỹ thuật. Các viện nghiên cứu ngoài trường đại học kết nối quá trình từ nghiên cứu cơ bản tới nghiên cứu ứng dụng cho tới chuyển giao khoa học và công nghệ. Đa số các viện nghiên trực thuộc các cơ quan nghiên cứu quốc gia như Hội Max-Plank-Gesellschaft, Liên hiệp Leibnitz-Gemeinschaft và Hội Fraunhofer-Gesellschaft. Ba trong số các viện nghiên cứu ngoài trường đại học ở Schleswig-Holstein là thành phần của tổ chức khoa học lớn nhất nước Đức là Liên hiệp Helmholtz của các trung tâm nghiên cứu Đức, đó là Cơ sở Sinh học Helgoland (Viện Nghiên cứu Cực và Biển Alfred Wegener), Trung tâm Helmholtz Geesthacht- trung tâm nghiên cứu vật liệu và bờ biển, Trung tâm Helmholtz nghiên cứu đại dương ở Kiel.

## Văn hóa
Nền văn hóa của Schleswig-Holstein do ảnh hưởng của văn hóa Đan Mạch và Fri-dơ nên rất phong phú. Nền văn hóa này được đặc trưng bởi các yếu tố lịch sử địa lý như vị trí nằm giữa 2 biển Bắc và Baltic, cũng như nền văn minh nông nghiệp sơ kỳ. Đặc biệt ở phía Bắc của bang thì ảnh hưởng của Xcan-đi-na-vi trong kiến trúc và tập quán sinh hoạt rất rõ nét.
Schleswig-Holstein là 1 bang với truyền thống văn học phong phú. Chứng minh điều này là những danh nhân như Johann Heinrich Voß, Matthias Claudius, Friedrich Hebbel, Theodor Storm, Klaus Groth cũng như Heinrich và Thomas Mann. Thomas Mann với tiểu thuyết "Buddenbrooks" đă đem lại vinh quang cho văn học Lübeck. Nhiều tác giả đương đại cũng đã góp phần viết nên lịch sử văn học Đức. Đó là nhà văn đoạt giải Nobel Văn học Günter Grass (sống ở huyện Herzogtum-Lauenburg), công dân danh dự của Schleswig-Holstein Siegfried Lenz (sống ở Rendsburg), nhà văn Günter Kanert và nhà thơ nữ quá cố Sarah Kirsch. Một điều đặc biệt là nền văn học Bắc Fri-dơ.
Ở lĩnh vực âm nhạc thì vào năm 1986, Justus Frantz đã tổ chức nên Festival Âm nhạc Schleswig-Holstein là Festival âm nhạc cổ điển lớn nhất châu Âu. Hàng năm, vào tháng 7 và tháng 8 có khoảng 130 buổi hòa nhạc với trên 100.000 khán giả phân bố tại 30-50 điểm biểu diễn trong toàn bang. Bên cạnh đó, trong khuôn khổ của Học viện Đào tạo Dàn nhạc thuộc Trung tâm Văn hóa bang ở Salzau, của các khoa đào tạo nghệ sĩ ở Đại học Âm nhạc Lübeck, cũng như của Học viện Đào tạo Dàn hợp xướng có một chương trình phát triển tài năng trẻ từ khắp các nước, chương trình này rất nổi tiếng trên thế giới. Festival Âm nhạc là sự kiện trọng tâm hàng năm của bang.
Liên hoan Nhạc kịch Eutin (Opera trong vườn lâu đài) được tổ chức năm 1951 vào dịp kỷ niệm 125 năm ngày mất của nhà soạn nhạc Carl Maria von Weber là người được sinh trưởng ở Eutin. Từ những buổi biểu diễn ban đầu của vở nhạc kịch Opera của Weber "Der Freischütz" đã phát triển thành một chuỗi các buổi diễn (mỗi năm 3 vở Opera với 22- 25 buổi diễn ở vườn Lâu đài Eutin) thu hút hàng năm khoảng 50.000 khán giả tới Đông Holstein.
Festival nhạc Heavy Metal Wacken-Open-Air-Festival được tổ chức hàng năm là 1 sự kiện quốc tế nổi bật, là liên hoan nhạc Metal lớn nhất thế giới. Từ năm 1989, vào dịp lễ Hiện Xuống luôn có một buổi biểu diễn nhạc Blues ở Eutin với khoảng 15.000 khán giả.
Bên cạnh nhiều sân khấu nhỏ thì Schleswig-Holstein có 3 nhà hát đa năng lớn: Nhà hát Lübeck, Nhà hát Kiel và Nhà hát bang Schleswig-Holstein ở Schleswig. Bad Segeberg nổi tiếng nhờ Liên hoan Tác phẩm của Karl May được tổ chức hàng năm.
Phạm vi đề tài của khoảng 250 bảo tàng ở Schleswig-Holstein được phân bố rộng. Đó là những bảo tàng trung tâm của Quỹ Schloss-Gottorf, những lâu đài lịch sử, các ngôi nhà trong các thành phố, một số lượng lớn các bảo tàng địa phương có giá trị, tất cả thể hiện được quá khứ và đặc điểm riêng của con người và đất nước, ví dụ như Bảo tàng Carl-Haeberlin-Friesenmuseum ở Wuk trên đảo Föhr. Bảo tàng của Quỹ Nolde ở Seebüll trưng bày những tác phẩm của họa sĩ thuộc trường phái Biểu hiện Emil Nolde ngay trong căn nhà ông đã sống. Bảo tàng ngoài trời Schleswig-Holstein ở Kiel-Molfsee trưng bày những ngôi nhà lịch sử của toàn bang.
Tám nhà trưng bày và bảo tàng ở Kiel đã liên kết lại thành Hội Bảo tàng cạnh biển. Thuộc hội này gồm có Nhà trưng bày Đồ cổ của Bảo tàng Nghệ thuật Kiel, nhà bể trưng bày sinh vật biển GEOMAR, Bảo tàng Nghệ thuật Kiel, Nhà trưng bày Lịch sử y dược, Phòng triển lãm tranh thành phố Kiel, Bảo tàng Giao thông đường thủy và thành phố Warleberger Hof, nhà nuôi cá cũng như bảo tàng động vật.
"Những ngày phim phương Bắc" ở Lübeck là một trong những liên hoan phim Bắc Đức có truyền thống và lớn nhất. Liên hoan phim này dành cho phim của phương Bắc: có thể xem các bộ phim của Đan Mạch, Thụy Điển, Na Uy, Ai-xlen, Phần Lan, Extôni, Latvia và Litva.

## Thể thao
Schleswig-Holtein có bờ biển dài nên thể thao nước rất phát triển như câu cá, song trước hết thì Kiel là một trong những trung tâm thuyền buồm của thế giới, được công nhận qua các cuộc đua thuyền buồm của các thế vận hội mùa hè 1936 và 1972. Với Tuần lễ Kiel và Tuần lễ Travemünde thì bang là nơi tổ chức của 2 trong số các cuộc đua thuyền buồm lớn nhất và giàu truyền thống nhất của thế giới. Theo truyền thống, trong Tuần lễ Vũng biển vào mùa thu ở vũng Flensburg, các vận động viên tham gia vào những cuộc đua thuyền cuối cùng của năm. Giải đua thuyền lâu đời nhất của bang là cuộc đua Aalregatta mà trong một thời gian dài được tổ chức thành cuộc đua mở màn cho Tuần lễ Kiel. Tổng cộng toàn bang có 230 câu lạc bộ quy tụ 32.000 vận động viên thuyền buồm.
Sylt và Flemarn được xem là thánh địa của lướt sóng. Ở thành phố đua thuyền Ratzeburg có 1 trung tâm huấn luyện của liên bang và 1 cơ sở huấn luyện cho thế vận hội, có nhiều đội có thành tích thường xuyên luyện tập ở đây. Có thể kể ra đây đội đua thuyền 8 thành viên của Đức năm 1960 và 1968 được đào tạo ở Ratzeburg. Từ năm 2000 đã hình thành ở bờ biển phía Đông và Tây loại hình thể thao lướt ván diều kéo. Ở St. Peter Ording có nhiều cuộc đua của loại hình thể thao này.

### Bóng ném
Ở Schleswig-Holstein có 2 câu lạc bộ bóng ném thường xuyên nằm ở tốp đầu trong giải hạng nhất Bundesliga của liên bang, trong bóng ném châu Âu và thế giới: Đó là các câu lạc bộ TWH Kiel và SG Flensburg-Handewitt. Danh tiếng này được chứng minh trong năm 2007 với trận chung kết Cúp C1 bóng ném bao gồm 2 đội Schleswig-Holstein sau khi các cầu thủ của Kiel đã đánh bại đối thủ Đan Mạch để vào chung kết. Ở hạng nhất của liên bang có thời gian cón có các đội của VfL Bad Schwartau, TSB Flensburg, SG Weiche-Handewitt và TSV Altenholz. Đội Handewitt từ Liên minh thể thao Weiche-Handewitt trước đây nhập với đội TSB Flensburg thành đội SG Flensburg-Handewitt.

### Bóng đá
Có tiếng ở liên bang là các đội bóng có truyền thống VfB Lübeck (Giải hạng 4, sân vận động Lohmühle) và Holstein Kiel (Giải hạng 3, sân vận động Holstein), đội Holstein Kiel từng vô địch Đức năm 1912.
Schleswig-Holstein là bang duy nhất ở Tây Đức không có đội bóng nào đại diện trong Giải bóng đá hạng nhất Füßball-Bundesliga. Trước khi có Giải hạng nhất vào năm 1963 thì đội Holstein Kiel chơi ở giải Oberliga Nord (Ngoại hạng miền Bắc) vào các năm 1947-1963 và VfB Lübeck vào các năm 1947-1950, 1952-1954, 1957/1958, 1959-1961, 1962/1963. Đây là hạng cao nhất lúc bấy giờ. Ngoài ra còn có các đội Itzehoer SV (1950/1951), Heider SV (1956/1957, 1960/1961), VfR Neumünster (1955-1963) và 1.FC Phönix Lübeck (1957-1960) cũng có mặt ở giải Oberliga. Trước đó, từ 1933 đến 1944, có 14 câu lạc bộ thuộc Hạng nhất trong giải vùng Gauliga Nordmark và Gauliga Schleswig-Holstein. Đội TSV Uetersen vô địch Giải hạng 3 trong bảng phân vùng Hamburger Germania vào năm 1950, được thăng hạng Hamburger Amateurliga và giành ngôi vô địch năm 1956/1957. Đội VfB Lübeck được lên hạng 2 liên bang một thời gian ngắn vào các năm 1995 và 2002, đội lọt vào vòng bán kết Cúp Quốc gia Đức FDB-Pokal vào năm 2004.

### Bóng đá Mỹ
Schleswig-Holstein có 2 đội thuộc Giải hạng nhất môn bóng đá Mỹ là đội Kiel Baltic Hurricanes của Câu lạc bộ ASC Kiel và đội Lübeck Cougars. Các đội này chơi ở hạng GFL, là hạng cao nhất của liên bang. Vào ngày 9 tháng 10 năm 2010 đội Hurricanes gặp đội Berlin Adler ở chung kết và thắng 17:10. Một năm sau đó thì họ thua đội Schwäbisch Hall Unicorns ở trận chung kết với tỷ số 44:48.

### Các loại hình thể thao khác
Câu lạc bộ có nhiều hội viên nhất là Câu lạc bộ VfL Pinneberg thuộc Hiệp hội Thể thao Schleswig-Holstein.
Tại Câu lạc bộ VfB Lübeck bên cạnh bóng đá và bóng ném còn có bóng bàn, các tuyển thủ bóng bàn nam và nữ đã có một thời gian dài ở Giải hạng nhất Bundesliga, đội nam đã có lần đoạt cúp châu Âu (ETTU-Cup). Tại Câu lạc bộ VfB Lübeck thì môn cầu lông cũng có nhiều thành tích, tại đây có 1 cơ sở đào tạo vận động viên trẻ của liên bang. Lübeck, Kiel và Flensburg là những nơi giàu truyền thống với môn quyền Anh.
Tại bờ biển phía Tây ở Nordfriesland và Dithmarschen môn bi ném rất phổ biến. Thành trì của môn bóng đấm là Kellinghusen, Schülp b. Nortorf và Gnutz. Ở bãi biển Timmendorf người ta chơi khúc côn cầu từ cuối những năm 1980. Câu lạc bộ khúc côn cầu đặc biệt có nhiều thành tích vào đầu những năm 1990 và hiện nay là câu lạc bộ chuyên nghiệp duy nhất chơi khúc côn cầu ở Schleswig-Holstein.
Hàng năm ở Brokstedt và vòng đua Dithmarschen ở Albersdorf có tổ chức đua mô tô tốc độ. Tại vòng đua Egon-Müller-Ring ở Jübek có nhiều giải chung kết chạy của thế giới và ở đây cũng được tổ chức giải đua xe thế giới Langbahn-WM-Grand-Prix. Các môn thể thao khác như cưỡi ngựa cũng rất phổ biến và có nhiều vận động viên thành tích cao.

## Các sự kiện được tổ chức thường xuyên
- Festival Âm nhạc Schleswig-Holstein
- Ngày Schleswig-Holstein
- Tuần lễ Kiel
- Lễ hội Kieler Umschlag
- Tuần lễ Travemünde
- Cúp Lướt ván Thế giới Windsurf Word Cup Sylt ở Westerland
- Những ngày Phim phương Bắc Lübeck
- Liên hoan Âm nhạc Karl-May ở Bad Segeberg
- Liên hoan Nhạc Metal Wacken Open Air
- Hội chợ Nông nghiệp NORLA ở Rendsburg
- Giải vô địch Bóng chuyền bãi biển Đức ở Timmendorf
- Những tuần lễ Cá trích muối ở Glückstadt
- Những ngày Cá trích ở Kappeln

## Công dân Danh dự
Sáu người sau đây là Công dân Danh dự của Schleswig-Holstein
- Helmut Schmidt, nhận danh hiệu năm 2000, nguyên là Thủ tướng Đức, đại biểu Quốc hội liên bang
- Uwe Ronneburger, 2000, nguyên là Phó Chủ tịch Đảng FDP của liên bang và Chủ tịch Đảng FDP của bang
- Gerhard Stoltenberg, truy tặng 2002, nguyên Thủ hiến bang Schleswig-Holstein và Bộ trưởng Bộ Quốc phòng, Bộ Tài chính liên bang, đại biểu Quốc hội liên bang
- Siegfried Lenz, 2004, nhà văn Đức nổi tiếng (nội dung nhiều cuốn sách của ông nói về Schleswig-Holstein) sống ở Telenhusen cạnh Rendsburg một thời gian nhất định trong năm.
- Armin Mueller-Stahl, 2010, diễn viên, sống ở Schleswig-Holstein, tham gia công việc ở Đại học Âm nhạc Lübeck và nhiều bảo tàng khác nhau của Schleswig-Holstein
- Heide Simonis, 2004, nguyên là nữ Thủ hiến bang Schleswig-Holstein (1993-2005)